# 爆転シュート ベイブレード (アニメ)
『爆転シュート ベイブレード』（ばくてんシュート ベイブレード）は、青木たかおの漫画『爆転シュート ベイブレード』を原作としたアニメ作品。

## 概要
タカラより発売された玩具ベイブレードを基に、ベイブレードバトルで世界一を目指す少年たちの物語を描いたテレビアニメ作品である。2002年には映画化もされた。
2001年1月8日より、テレビ東京系列の各局にて放送開始し、2003年12月29日までの約3年間放送された。また、テレビ東京系列のない一部の地方局でも遅れネットで放送された。
当初は原作を基にした展開だったが、第1期の第8話以降はすべてアニメオリジナルストーリーとなっている。また、キャラクターの性格、デザインなどにおいても原作と異なる部分が多い。

## 爆転シュート ベイブレード
アニメーション制作はマッドハウス。タカオたちの日本での活躍と、ベイブレード世界大会でのタカオとそのライバルたちの活躍と成長を描く。

### 爆転シュート ベイブレードのキャラクター

#### 日本チーム（BBAチーム・Gレボリューションズ）
木ノ宮タカオ（きのみや タカオ）
声 - くまいもとこ
本作の主人公。後に最強のブレーダーへと成長する。ハネた前髪と後髪が特徴でトレードマークのキャップを後ろ向きに被っている。瞳の色は茶色。「ドラグーン」とその進化系ベイブレードを操る。短絡的で無鉄砲な性格だが正義感があり、ベイバトルに情熱を持つ少年。考古学者である父は職業柄国外を飛び回り、母親は幼い頃に他界。歳の離れた兄である仁も父親と共に考古学で海外に行っているために家にはおらず、現在は祖父と2人暮らしをしている。
始めは身近な人物とのベイバトルを楽しんでいたタカオだったが、カイやマックスといった様々なライバルたちとの出会いを経て、BBAチームの一員として世界大会へと参戦、強敵たちとのバトルを経験していくことでベイブレードの更なる奥深さを知り、ブレーダーとしても人間としても成長していく。決勝戦ではユーリの圧倒的な実力に一度は世界中が絶望に沈んだが、一人笑顔を絶やさず、ただベイブレードを楽しむタカオの姿に皆が希望を取り戻すなど、実力以外の部分も高く評価されている。
『2002』では謎の研究者や聖封士に青龍を狙われた上、青龍を呼び出せなくなる、MGコアに苦戦するなど一種のスランプ状態に陥るが、仲間との特訓や強敵とのバトルの末状況を打開し、世界大会2連覇を達成する。
『Gレボリューション』でも、BBAチームの一員として世界大会に参戦することになるが、共に戦ってきた仲間たちが次々と敵チームへの移籍を表明したことにやるせなさを抱き、新メンバーの大地と対立してしまう。さらに気持ちの空回りやチャンピオンとしてのプレッシャーに悩み、監督である仁に出場選手から外されたこともあった。しかし元BBAチームの面々による叱咤激励や、大地の一ブレーダーとしての前向きな姿勢に後押しされてそれらを乗り越え、計3度目の優勝を果たす。
ジャスティス5ではプロ入りが確実だと思われていたが、ガーランドとユーリの残虐的な戦いに憤りヴォルコフに挑戦状をたたきつける。Gレボリューションズのリーダーとして、ジャスティス5戦に参戦。5人目のメンバーが足りない際には自分が2度戦うつもりでいたなどの強い決意を見せた。純粋にベイブレードを楽しむ“ベイ魂”はBEGAの選手にも大きな影響を与えた。ガーランドのアポロン、そしてブルックリンのゼウスと激闘を繰り広げ、勝利。ヴォルコフの野望を打ち砕いた。その後もただ純粋に一人のブレーダーとしてベイブレードを楽しみ続けるタカオは、最後にカイとの野試合の様子を見せている。
使用ベイ（聖獣）：ドラグーン（青龍）：ほとんど左回転で、軸先にラバー軸を採用しているのが特徴のベイブレード。
ドラグーングリップアタッカー：第1話から登場。タカオが初めて手にしたベイブレードで愛着があるが、カイとの初勝負で破壊される。名前は劇中で呼ばれていない。
ドラグーンS（ストーム）：タカオが自作したベイをキョウジュ、アキラと共にチューンアップしたもの。竜神剣の青龍が宿り、ここからドラグーンと飛ばれる。
ドラグーンF（ファントム）：アニメ版3代目ドラグーン。アメリカ大会を前にキョウジュが開発した。
ドラグーンV（ビクトリー）：アニメ版4代目ドラグーン。マグネシステムを採用。ロシアチームのユーリ・イヴァーノフとの最終対決から使い始めて、『2002』のサイキックとの対決まで使ったベイ。軸先に磁石が埋め込まれ、今までにない動きを可能とする。半面使いこなすのが難しい。卑怯な手を使うサイキックとの試合に勝つため、一度無茶な改造を施したが、オズマに論され元に戻す。
ドラグーンV2：アニメ版5代目ドラグーン。サイキックとの試合で傷ついたVをPPBが改良。のちのマグネウェイトディスクを搭載。世界大会ではウェイトディスクとブレードベースを改良した「ハイパワーカスタム」が登場。
ドラグーンG（ギャラクシー）：アニメ版6代目ドラグーン。『Gレボリューション』冒頭からすでに登場。エンジンギアシステムを搭載。大会のマックスとのバトルの末半壊する。
ドラグーンGT（ギャラクシーターボ）：アニメ版7代目ドラグーン。世界大会決勝でカイとの決着のために開発された。軸先が再びラバーになり驚異的なパワーを得る。再びレイとのバトルで半壊する。
ドラグーンMS（メタルストーム）：アニメ版8代目ドラグーン。キョウジュがエミリーたちと開発した全く新しいドラグーン。今までと違う機構「ヘビーメタルシステム」により、全体の金属の割合が高く、小型化している。不安定で強大なパワーを秘めているため使い手の心境が影響しやすく使いこなすのが難しい。
ドラグーンMSアルティメットバージョン：アニメ版9代目ドラグーン。ブルックリンとのバトルの終盤。ブレーダーたちの思いに応え、パワーアップしたドラグーンMS。
火渡カイ（ひわたり カイ）
声 - 高乃麗
タカオの宿命のライバルにして同等の実力を持つブレーダー、そしてベイブレードを通じて得た最高の友でもある。ハネた灰色と黒のツートン髪、頬のペイントが特徴。瞳の色は第1期では赤茶、『2002』では灰色、『Gレボリューション』では紫と作品ごとに異なっている。『2002』で帝王学園中等部に一時在学しており、後輩に南ユウヤ（アニメオリジナルキャラクター）がいる。「ドランザー」とその進化系ベイブレードを操る。かつてはシェルキラーと呼ばれるギャング団をリーダーとしてまとめ上げていた。また巨大軍事企業「火渡エンタープライズ」の御曹司でもある。クールで無愛想な性格だが、独学によってブレーダーの腕を極める努力家としての側面を持っている。基本的に馴れ合いや助け合いを嫌うように見えるが、タカオたちがピンチの時に助言をするなど、根は優しい人物。ブレーダーとしても人間としてもプライドが高いために、自分と同じく財閥の御曹司でも、その権力を笠に着てふんぞり返っているユーロチームのジョニーには、「虫が好かない」と嫌悪感を見せている。また、祖父の宗一郎とも、元から確執があり不仲だった。
幼少時に、祖父がオーナーである世界征服を目論む組織「ボーグ」に所属していたが、ブラックドランザーの影響でその時の記憶を失ってしまっていた。一度ボーグに戻った際、ブラックドランザーを使用しており、ブラックドランザーの邪悪な力に支配されそうになるが、ドランザーを使用したタカオとのバトルを経て、メンバーと和解。以降は一貫して再びドランザーを使用している。世界大会決勝戦では祖父の宗一郎に再びブラックドランザーを渡されるが拒絶し、試合で使うことはなかった。セルゲイに敗北するものの、祖父の人形ではなくなったことを誇りに想っている。
『2002』では自室と思しき場所や一時期、帝王学園中等部に通うという学校生活の様子も描かれており、運転手との会話から父親との関係も良くないようである。ブレーダーとしての情熱を失いかけていたが、学校の後輩でありベイブレードに情熱を燃やしていたユウヤとの関わりを経て、再びブレーダーとして復帰する。また、聖封士との初戦では唯一引き分けるなど、高い実力を保持していた。ユウヤが敵に利用され、廃人同然になってしまった際には憤り、その際に半狂乱状態に陥ったユウヤの幻影に悩まされることもあったが、克服している。
『Gレボリューション』では、自らの進むべき道に悩みながら、予選を突破し三度BBAチーム代表となるも、最終的には辞退し、ネオボーグのメンバーとして世界大会への参戦を決意。相変わらず高い実力を保持しているだけでなく、以前よりもさらに厳しい鍛錬を積んでいることで、ほぼ負けなしの実力者となっている。BBAレボリューションとの初戦では、タカオが出場しないと知ると自らスタジアムアウト。決勝においても試合前にセルゲイ、ボリスと対戦し、事前に一試合消化していたタカオと同じ条件で戦おうとするなど、タカオとの真剣勝負に拘る様子を見せる。なお、後に彼のマフラーに床を凹ませるほどの錘が仕込まれていることが判明している。
ジャスティス5においても、タカオとの再戦に拘り続けBBAの中では唯一BEGA側に就くも、代表決定戦でBEGAの秘密兵器である天才ブレーダーのブルックリンに惨敗したことで、大きく挫折。一人街中を彷徨い続けていたカイは、ユーリの入院している病室でドランザーMSを手にしたことで闘志が蘇るが、タカオたちと同様、最初はヘビーメタルシステムを使いこなすこともできずにいた（それでもロメロからすれば、BBAのメンバーでは最も早くに使いこなしているらしい）。しかし、ロメロとの邂逅を経て完全に立ち直り、Gレボリューションズの「Mr.X」としてジャスティス5に参戦。再びブルックリンに対峙し、満身創痍になりながらも攻撃に耐え続け、これまで経験してきた様々な思いをドランザーに託した一撃でリベンジに成功した。ブルックリンとの試合後、愛機ドランザーは力尽きたかのように砕け散ってしまい、カイ自身も倒れてしまったが、タカオとブルックリンの最終決戦にて、傷だらけになりながらもその無事な姿を現し、タカオを叱咤激励する。
エピローグでタカオと対峙した時にはドランザーMSは修復されており、タカオとの約束の野試合で物語を締めくくっている。
使用ベイ（聖獣）：ドランザー（朱雀）：様々な相手に対応するバランサー。軸先を切り替えられるブレードベースが多い。
ドランザー：ドラグーンSとの初試合まで使用したベイ。スパイラルと似た形状だが、大転寺会長が大会で使用したベイは新型と発言していた。
ドランザーS（スパイラル）：アニメでは2代目ドランザー。軸先を攻撃と持久モードに切り替えられる。
ドランザーF（フレイム）：火渡産業が開発した3代目ドランザー。軸先が3タイプ（攻撃、持久、バランス）に切り替え可能。ブラックドランザーと同じ形状。
ドランザーV（ヴォルケーノ）：傷ついたFを見かねたキョウジュが開発した4代目ドランザー。マグネシステムに対応している。パーツハンターのキングとクイーンに破壊される。
ドランザーV2：破壊されたVのために開発した5代目ドランザー。軸先をバトル中に切り替えられる。
ドランザーG（ギグス）：世界大会に挑むため使用した。エンジンギアのため軸先切り替えができない。レイとの試合で損傷する。
ドランザーGT（ギグスターボ）：タカオとの決着をつけるため開発した。エンジンギアは発動すると回転方向が逆になるリバースエンジンギア。
ドランザーMS（メタルスパイラル）：開発後、ユーリの病室に置かれたものをカイが受け取る。ブルックリンとの試合の後粉々に砕け散るが、エンディングでタカオとのバトルで修復されていた。
水原マックス（みずはら マックス）
声 - 折笠愛
日本人の父親とアメリカ人の母親を持つハーフの少年。金髪のハネた髪とそばかすが特徴的。瞳の色は青。「ドラシエル」とその進化系ベイブレードを操る。操る日本語には「〜ネ」といった訛りや、台詞の随所に英語が混じるなどの特徴が見られる（ただし、『2002』では訛りが取れ、流暢な日本語を操っていた）。性格は陽気でフレンドリーだが、割と大人びた一面も持つ。タカオやカイに比べて戦績は悪いが互角と言っていいほどの実力を持つブレーダーで、カイからも「最強のライバルの一人」と言われている。
タカオとは共に子犬を助けたのを切っ掛けに仲良くなり、行動を共にしBBAの一員となる。まだ母親離れのできない所があり、アメリカのPPBチームを率いる母、ジュディが現れた際は、母が自分を見てくれないだけでなく（これは彼の誤解であるが）、科学力を至上とする考え方に思い悩む日々が続いた。しかし、PPB.最強のブレーダーであるマイケルと戦い勝利したことで、ようやく母にも自分の戦い方を理解してもらえるようになる。
『2002』の序盤ではアメリカに滞在していたが、聖封士の一人であるマリアムに敗北、後に日本へと帰国し、タカオたちと合流する。敵であるマリアムにも「聖獣を掛けた戦いはやめよう」と説得するなど、友好的な性格が窺える。
『Gレボリューション』では、PPBオールスターズの一員として世界大会に参戦するが、元来のメンバーであるマイケルたちとの確執に加え、自分と同じ新メンバーであるリックとの衝突も絶えず、そんな不協和音が連携戦では特に如実に表れていた。しかし元来の友好的な性格もあり、次第にメンバーとの確執は取り除かれていく。世界大会でタカオと戦った時は敗れはしたもののチャンピオンであるタカオを相手に完全に互角の戦いを繰り広げている。また、今シリーズで色々な料理にマヨネーズをかけて食べるのを好むマヨラーとしての面が露呈し、この嗜好が原因でリックから「やっぱりお前とパートナーを組むのは嫌だ」と言われてしまう。また、他人にまで強引にマヨネーズを進めることもあるため、マックス親子の食事は若干ながら迷惑行為となっている。さらに両親ともマヨラーである。
BEGAとの戦いでは、Gレボリューションズの一員としてジャスティス5戦に参戦。対戦相手のミステルとは圧倒的に相性が悪く、いつもの防御スタイルではまず絶対に勝てないことを示唆されたマックスは戦闘スタイルを変えようとしたが、リックの言葉で自信を付ける。その結果、マックスはいつもの防御スタイルを保ちながら攻撃のタイミングをずらしダメージを最小限に抑える超高等テクニックを駆使し、引き分けに持ち込むことに成功している。
最終回では、次の世界大会でBBAとPPBオールスターズのどちらのチームで戦うか迷っている様子。
使用ベイ（聖獣）：ドラシエル（玄武）：亀甲のようなアタックリングと鉄球を仕込んだブレードベースが特徴の防御型ベイブレード。
プロトシェル：ドラシエルの試作品。
ドラシエル メタルボールディフェンサー：玄武のピットをセットしたことで完成したドラシエル。組み込まれた鉄球が外側に移動することで回転力を上げる。モルティブチームのイブラヒムにプレゼントした。
ドラシエルS（シールド）：アジア大会中にキョウジュが開発。防御性能が大幅に上がり、軸先にも金属が使われている。
ドラシエルF（フォートレス）：PPBが開発した3代目ドラシエル。8枚刃のスパイク、グリスで滑らかに回転するメタルボールが内蔵された軸が特徴。『2002』でも登場し、マグネコアを仕込んだことがある。
ドラシエルV（ヴァイパー）：PPBがFを改良した。
ドラシエルV2：水原ジュディがマックスに送った新型ドラシエル。今までとアタックリングの形状が大きく変わり、大幅に防御力を上げている。ドラシエルの完成形とも。
ドラシエルG（グラビティ）：世界大会に向け開発したドラシエル。エンジンギア内蔵で防御力を上げている。
ドラシエルMS（メタルシールド）：ヘビーメタルシステムを採用。防御力は高いが、メタルボールシステムはオミットされた。
金李（コン レイ）
声 - 久川綾
中国の少数民族である白虎族（原作では牙族）出身の中国人ブレーダー。額には太極図の模様の入った赤いバンダナをしており、膝辺りまである黒髪を1本に纏めているのが特徴的。瞳の色は第1期と『Gレボリューション』では金色、『2002』では茶色。「ドライガー」とその進化系ベイブレードを操る。勝率自体は低めではあるが実力は非常に高い。基本的に冷静沈着な性格だが、時に熱くなることも。世界中を武者修行しており、その旅の途中に来日し、タカオとの勝負の後、B.B.A.の一員として世界大会に参戦する。また高い実力と整った容姿ということもあり、第1期では中国大会で多数の女性ファンから熱い声援を受けていた。ユーロ編では知り合いのコックに「料理の才能がある」と言われている。
世界大会のアジア戦にて、同じ白虎族の仲間であるライたちとの再会を果たすが、誤解と擦れ違いによって対立状態になってしまい、その負い目から迷いを感じたレイは白虎の力を失うことになる。しかしマオやタカオたちの叱咤激励により無事自信を取り戻し、再び白虎の力を得たレイはライたちとの和解に成功した。決勝である対ロシア戦ではボリスと対戦、ベイブレードのみならずブレーダーであるレイまでをも標的とした猛攻撃に瀕死の重傷を負うが、仲間への思いを力に紙一重で勝利を収める。
『2002』の序盤では中国に身を置いていたが、聖封士の一人であるユスフに敗戦を喫し、日本にてタカオたちと合流。一度聖封士に白虎を奪われるが、仲間の危機に捨て身で立ち向かったレイの思いに白虎が呼応し、その力を取り戻すことに成功した。
『Gレボリューション』では、チーム「白虎（バイフーズ）」の一員として世界大会に参戦。ライとコンビを組み、巧みなコンビネーションで多くのブレーダーたちを苦しめた。第1期と違いチーム内における確執はなかったものの、ライとの気持ちのすれ違いに苦しんでいた。世界大会初戦でいきなりBBAとぶつかるが、タカオの不調により本気のバトルができず、勝利はしたものの消化不良に終わる。予選リーグ最終戦にてカイと戦い、最後の切り札を使わせるほどに追い込むものの、わずかな差で敗北してしまいタカオと再戦する夢は叶わなかった。大会後にその心残りを払拭するべく、単身でタカオに勝負を挑み激闘を繰り広げるが敗北する。
BEGAとの戦いでは、Gレボリューションズの一員としてジャスティス5戦に参戦しモーゼスと戦うことになる。試合では序盤からカウンターを決めた後、持前のスピードからモーゼスをサンドバッグ扱いにして圧倒。途中、モーゼスの意地の逆襲で動きを封じられるものの気迫でこれを切り抜けると同時にモーゼスのベイを一部破壊するなど終始主導権を握り、まともなダメージは一回も受けなかった。しかし最後の攻撃でお互いのベイが弾かれた時、モーゼスのベイがスタジアムの破片にぶつかって運良くスタジアムアウトしなかったため敗北してしまう。決着時にモーゼスのベイが粉々になったにもかかわらずそのタイミングではレイのベイは回転を続け、その後静かに動きをとめたことからも明らかであり、そのせいでモーゼスは自分の勝利を受け入れることができなかった。しかしレイに認めてもらったことからそれを受け入れ友情が芽生え、再戦を誓っている。
最終回ではマックスと同様、次の世界大会でBBAとバイフーズのどちらで参加するか迷っている様子だった。
使用ベイ（聖獣）：ドライガー（白虎）：大型の爪が特徴。軸先は金属製で、接地角度で動きが変わるものが多い。
ドライガーS（スラッシュ）：大きな2枚の爪を持つバランスタイプのベイブレード。メタルチェンジ軸は平面では持久、斜面で攻撃型の動きをできる。
ドライガーF（ファング）：PPBに対抗するためキョウジュがレイと共に作り上げた2代目ドライガー。より攻撃的にするため爪が4枚刃、軸先がメタルフラットとなる。フルオートクラッチが内蔵され、バトル前半は高い機動力を、後半は軸先がフリー回転し持久型になる。
ドライガーV（ヴァルカン）：ユスフに敗れたレイが開発した3代目ドライガー。2枚の爪と、磁力を増幅させるメタル軸が特徴。
ドライガーV2：キョウジュが開発した4代目ドライガー。ブレードベースのサポートパーツとアタックリングの刃が合体し今までにない大きさの刃となることで強力なアッパー攻撃を可能とする。
ドライガーG（ガトリング）：世界大会を勝ち抜くためレイが開発した5代目ドライガー。大きな3枚刃、エンジンギアが特徴。
ドライガーMS（メタルスラッシュ）：ヘビィメタルシステム搭載の6代目ドライガー。Sを継承した2枚刃が特徴。軸先はセミフラット。
キョウジュ / 才媛マナブ（さいえん マナブ）
声 - 桑島法子
小学生ながらも典型的な学者肌で、BBAの頭脳のような存在。目元まで隠れた茶髪と丸メガネが特徴。タカオとはクラスメイトである（『2002』より）。頭脳明晰でメカに強いが、その反面、体力面に問題があり、乗り物酔いしやすい体質である。家はラーメン屋。
「アインシュタイン」というベイを持っているが、ブレーダーとしての実力はいまいちである。しかしメカニックとしては天才的センスを持ち、タカオたちは次々と高性能なベイを手に入れ、勝利を収めていくことになり、まさに「縁の下の力持ち」を地でいくタイプである。
『2002』ではあまり目立った活躍はなかったが、『Gレボリューション』では、苦戦したものの世界大会代表選手選抜戦を勝ち抜き、準決勝で敗れたものの仁にスカウトされる。基本的にはメカニックとしてベイのメンテナンスなどをおこなっていたが、スランプに陥ったタカオの代わりにユーリとバトルしたこともある。その際は戦いから彼の弱点を見つけ出し、大地の勝利に繋ぐなど、バトル面においてもタカオたちをサポートした。BEGA戦では、再びメカニックに専念して、他の世界大会代表のブレーダーたちと共に、最強のベイブレード『ヘヴィメタルシステム』を完成させた。そのメカニックの腕はヴォルコフすらも恐れさせ、キョウジュをノーマークにしていたことを悔やんでいた。ミンミンのファン。
原作では普通に話すが、アニメでは常に敬語で話す。
使用ベイ：アインシュタイン（聖獣は宿らないがカエルモチーフ）
初登場は第1期で、ばねを仕込んだブレードベースで相手の攻撃をよけ続ける戦法で予選を勝ち残るもカイに破壊される。カードでの名前は「キョウジュベイブレード」。
『2002』で2代目が登場し、アインシュタインの名はここからつけられた。
『Gレボリューション』ではアタックリングを変え、ジャンピングベースにカバーをつけて登場。ユーリに破壊される。なお、ヒロミは2代目のアインシュタインを使用した。

#### 周りの大人たち
木ノ宮龍之介（きのみや りゅうのすけ）
声 - 大塚周夫
タカオの祖父（じっちゃん）。剣道道場を開いている。タカオがベイブレードをすることを「そんなコマ遊びなんぞ」と快く思っていないように見えるが、タカオの試合観戦をしたり、行き詰った時にアドバイスをするなど、本心では応援しているようである。同様に孫である仁や息子の龍也に対しても理解があり、タカオの友人が家を訪ねれば快く屋根を貸す、家族思いで子供好きの老人である。
大転寺小五郎（だいてんじ こごろう）
声 - 大木民夫
BBAの会長。おっとりした外見と性格をしているが、なかなか一筋縄ではいかない食えない顔をした老人であり、タカオたちの成長を促すべく、ユーロチームと戦わせるなど、色々と根回しをしている。
『Gレボリューション』後半では、BBAをヴォルコフ率いるBEGAに潰されてしまったことで、途方に暮れていた（公園でブルックリンと出会い、「鳥はいいものです。それに比べて私は…」と消極的な発言をしていた）が、BEGAの壊滅後は新設BBAの会長となり、世界大会復興への意気込みを見せている。
ブレーダーDJ
声 - 真殿光昭（第1期）、ブレーダーDJ（『2002』、『Gレボリューション』）
水原太郎（みずはら たろう）
声 - 宇垣秀成
マックスの父。ホビーショップ水原を経営している。妻ジュディとは離れて暮らしているが夫婦仲は良い様子。マックス同様マヨラー。

#### 中国チーム（白虎族）
全員が白虎族（びゃっこぞく）出身。レイいわく古により皇帝に従事を誓って以来陰ながら国を支えてきた戦闘部族である。
チェン・ライ
声 - 永野広一
白虎族チームのリーダー格。レイとは幼馴染でライバル格。髪型は無造作な黒髪を束ねている。基本的には冷静沈着で礼儀正しく、憎きレイ相手でも卑怯な手は嫌っている。単身里を出ていったレイに裏切られたと思い込み、憎しみを抱いていたが、後に和解して、レイのボリスとの壮絶な戦いにおいては、彼の気持ちを汲み取れるようになった。タイガークローやドランクモンキーアタックなど、白虎族に伝わる必殺技すべてを習得している。『Gレボリューション』では、レイとタッグを組み、スランプに陥りながらもPPBとの同時バトルでは彼だけが勝利を収めている。リックとマイケルとの喧嘩で「黒ネコ」と呼ばれた。
使用ベイ（聖獣）：ガルオン（黒獅子） → ガルオン2
激しい回転による空気摩擦で稲妻を起こすことができる。必殺技はダーク・ライトニング。タイガークローやキャティ・バイツ、ドランクモンキーアタック、ベアアックスも使用した。
ガルオン2は世界大会に向けてワイドアタックウェイトディスクとエンジンギアにカスタマイズしている。
チェン・マオ
声 - 熊谷ニーナ
ライの実妹。髪型はややくせ毛のピンク色のポニーテール。レイを「レイ兄」と慕っており、表向きはライ同様にレイを裏切り者扱いしていたが、本心ではレイとの和解を望んでいた。しっかり者で明るい性格。勝気で好戦的ではあるが、ライ同様に不正を嫌い正々堂々と勝負に挑むなど良識的でもある。年少のキキに対しては姉のような立場でもある。基本的に兄であるライのことも慕っているが、彼がジュリアとの喧嘩に口出ししてきた際は「あんたたちは黙ってなさい！」と一喝している。地元、中国では多くのファンがいる。
使用ベイ（聖獣）：ガルクス（山猫） 
鋭い爪でベイブレードも中華鍋でもなんでも切り裂く。必殺技はキャティ・バイツ。
キキ
声 - 嶋方淳子
最年少メンバー。髪型は緑色の髪を上に結んでいる。レイやタカオたちに対しての敵対心が最も強く、特にレイにはマオへの思慕の念からの嫉妬もあり、深く恨んでいる。がけ崩れでタカオとレイを不戦敗にしようとしたり、キョウジュからデータを奪うなど、裏に回っての卑劣な策動をしては、仲間であるライやマオたちからも窘められていた。第1期では、3人とは違いブラックドランザーと戦っていなかったために聖獣を奪われておらず、ユーロチームと共に、ジュディが最終手段として集結させた。『Gレボリューション』ではレイと完全に和解している。
使用ベイ（聖獣）：ガルマーン（ハヌマン）
酔拳のように不安定な動きで相手を惑わせる。必殺技はドランクモンキーアタック。激しくぶれることで複数に分裂したように見せる。
ガオウ
声 - 石川和之
大柄な少年であり、食いしん坊。髪型はモヒカン。実力はあるが、ややムラっ気あり。我の強いメンバーの中では温厚な性格であり、レイのことも特に憎んではいなかった。本気になるとシューターを破壊するほどの力を発揮する。ライ曰く「ガオウが笑うときスタジアムにベイの屍が転がる」。世界大会ではマックスに一度はポイントを奪われるも、本気の攻撃で2勝し勝利している。
使用ベイ（聖獣）：ガルズリー（熊）
大型の斧のようなアタックリングを持つ攻撃型のベイ。攻撃力のために安定性が犠牲になっており、不安定な足場では実力を発揮できない。必殺技はベアアックス。
老師タオ
声 - 塚田正昭
バイフーズの監督。ダジャレ好きにして女好き。しかし老師と呼ばれるだけありどこか達観した老人である。

#### アメリカチーム（PPBチーム）
チーム名のPPBは、「ProJect Power of Beyblade（プロジェクト・パワー・オブ・ベイブレード）」の略称で、アメリカのベイブレード研究所である。所属しているブレーダーは全員がPPBによって育成されたエリートで、個々の潜在能力を引き出すために、それぞれのセンスに合わせたバトルスタイルとシューターで戦うのが特徴だが、『Gレボリューション』では一般的なシューターを使用している。第1期と『Gレボリューション』（『Gレボリューション』で初登場のリックを除いて）では容姿が若干変更されている。
マイケル・ソマーズ
声 - 山口勝平
野球選手としてのセンスに優れたブレーダー。派手なパフォーマー気質の持ち主。第1期の24話では司会より「マイケル・ウォーターソン」と呼ばれている。髪型は第1期では大きくハネた癖のある赤髪だが、『Gレボリューション』ではストレートヘアの金髪に変化している。基本的には陽気でサバサバとした性格だが、相手を見下すなど容赦ない部分もある。野球選手としてのポジションは投手。普段は左投げだが本気を出すと右利きとなる。シューターは野球ボール型で、投げることでワインダーが引かれ、ボールからベイが飛び出す仕組み。散々見下していたマックスに敗れて鼻っ柱を折られる。『Gレボリューション』ではリックに敗れ「負け犬」と呼ばれてしまい、元来のメンバーである自分たちが補欠に回されたことやチームワークが悪かったことで何かとマックスとリックに突っかかっていたが、後に和解する。リックとライとの喧嘩では「鳥」と呼ばれた。
使用ベイ（聖獣）：トライグル（ワシ） → トライグル2
最も高いブレードベースはばねが仕込まれているためジャンプ攻撃が可能。必殺技はキャノンボール。
エディ・スミス
声 - 菅沼久義
バスケットボール・プレーヤーとしてのセンスに優れた黒人少年のブレーダー。髪型はこげ茶色の刈り上げ。将来NBAの入団を約束されている。敵のみでなく味方に対してすら嫌味や悪口をずけずけと言う性格だが、ベイの実力はレイを破るほどに高い。『Gレボリューション』ではマイケル同様にリックに敗れ、補欠に回されている。
使用ベイ（聖獣）：トライピオ（サソリ）
最も大型のアタックリングは右回転時に強力なダウンフォースを生み高い防御力を生み出す。上空からブレードベースの先端で攻撃しドライガーFを破った。
エミリー・ワトソン
声 - 本間ゆかり
使用ベイ（聖獣）:トライゲータ（ワニ） → トライゲータ2
テニス選手としてのセンスに優れた少女ブレーダー。髪型は跳ね上がった明るめの茶髪。研究者でもあり、ジュデイのアシスタントを務める。異様にプライドが高く高飛車なところがあり、物事を論理的に解決することに拘りがある。精神論には大きく否定的で、タカオたちBBAの功績を「運と偶然による勝利」とかなり侮蔑的な評価を下している。マオとは仲が悪い。『Gレボリューション』ではキョウジュやミハエルとともにヘヴィメタルシステムの開発に貢献した。
スティーブ
声 - 鈴村健一
アメフト選手としてのセンスに優れたブレーダー。髪型は緑色の短髪。アメフトのキック力を生かしたパワー重視のシュート「デス・ラッシュ」を得意とする。しかしその反面、短気で理性を失いやすい欠点がある。それにより暴走し、タカオに敗北した。
『Gレボリューション』でGBCに参加していなかったのは、足の怪我により入院していたためだったことが最終話ラストで明らかになった。
使用ベイ（聖獣）：トライホーン（バッファロー）
最も分厚いアタックリングは高い防御力、攻撃力、持久力を生み出すため、キョウジュの分析でも弱点を割り出すことができなかった。防弾ガラスを軽々と破るほどの攻撃力を持つ。
水原ジュディ（みずはら ジュディ）
声 - 篠原恵美（第1期）→冬馬由美（『2002』、『Gレボリューション』）
マックスの母で太郎の妻であるアメリカ人の女性。タカオから綺麗な人と評されており、息子と同じく金色の髪をしている。元々は大学の講師であったが、その優れた頭脳を買われて、PPBの局長および監督に就任した。基本的にはマックスのことは愛しており、プライベートにおいては優しいものの、科学を至上としているが故に、タカオたちBBAの戦い方には徹底的に批判的な見解を持ち、加えて普段は夫と息子と離れて暮らしていることからマックスとすれ違い状態だった。しかし、自身が至上としていた科学の力がマックスたちの計算では図れない力に敗れたことで、マックスの考えを信じるようになった。
ダグラス長官
声 - 相沢正輝
PPBの長官。世界大会で勝利することによりアメリカの技術力を証明しようとする。BBAチームが好奇心から施設に侵入した際、彼らのデータを得るためにわざと警備を甘くした。
ジェフ・マッケンジー
声 - 飛田展男
PPBエデュケーショナルセンター副局長。PPB研究所を訪れたBBAチームを案内した。
トニー
声 - 櫻井孝宏
2軍のメンバー。ラップミュージックのリズムをベイに取り入れトリッキーな動きで相手を翻弄する。リズムを見切られタカオに敗れる。
アンディ
声 - 佐藤まさよし
2軍のメンバー。ポップアートの潜在能力を使い、スタジアムを塗り替えベイをカモフラージュする戦法が得意。ネパールで同様の技を見たレイに見破られて敗れる。

#### ユーロチーム
その名の通りヨーロッパを拠点とするチーム。全員良家の御曹司たちであり高い実力と能力を持つが、それぞれの我の強さやそもそもチームより個人での戦いを重視していた経緯がある。チームワークは皆無に等しく、第1期ではチームで戦わなければならない世界大会出場を辞退していたが、プライベートでは交流を持つなど仲は悪くない模様。バトルをする際は鎧を着用している。第1期でのタカオたちとの対戦でも、彼らの能力などを認めていたオリビエやジャンカルロと、徹底的に否定的だったラルフとジョニーで分裂状態だった。『Gレボリューション』ではラルフとジョニーのみ出演しており、ジャンカルロとオリビエは姿のみの登場である。タカオが世界大会に出場すると予想していたチームだが、バルテスソルダの罠にかかり予選落ちした。
ラルフ・ユルゲンス
声 - 松田佑貴
使用ベイ（聖獣）：グリフォリオン（グリフォン）
ドイツのベイブレーダー。ドイツの名家、ユルゲンス家の跡取りでユルゲンス城の現主。髪型は紫のオールバックの短髪。自分のベイに秘められた聖獣さえも単なる道具と見なし、一度戦った相手とは二度戦わないという信念を持つ。聖獣を操る能力が高く、その強大な力はタカオにすら一度恐怖を抱かせた。ユーロチームでは敗北するまでジョニー共々タカオたちに無理解かつ敵対的だった。大会では銀色の鎧を纏いモーニングスターをシューターにしていた。
ジョニー・マクレガー
声 - 手塚ちはる→時田光
使用ベイ（聖獣）：サラマリオン（サラマンダー）
イギリスのベイブレーダー。イギリスの名家、マクレガー家の御曹司。髪型は跳ね上がった茶髪にバンダナをしている。イギリス王室とも縁があり、ナイトの称号を持つ。しかしそれ故に、直情的でプライドが高い上に、自分の父親の運営する財閥の力を笠に着て凡人を見下そうとする傾向があり、同じ財閥の御曹司でも、自他共に厳しい考え方を持った高いカイからは「虫が好かない」と、嫌悪感を向けられていた。自分との勝負を拒否したカイに侮辱を受けたと感じて、イギリス人らしく手袋を投げて決闘を申し込み勝利するも、その後のエキシビジョンマッチでは、オリビエがわざと手加減したという侮蔑的な発言をした上に、カイとの再戦では慢心が仇になって敗北した。ラルフ共々敗北するまでタカオたちを認めなかった。大会では赤色の鎧を纏いハルバードをシューターにしていた。
オリビエ・ポーランジェ
声 - 南央美
使用ベイ（聖獣）：ユニコリオン（ユニコーン）
フランスのベイブレーダー。中性的な容姿をしており、髪型は若草色のボブヘアでゴーグルのついた帽子を被っている。温厚さと冷静沈着さを併せ持っているように見えるが、実際はナルシストで我侭な性格。フランスの大富豪の御曹司でありながら、一流のフランスシェフでもあり、自らの父親がオーナーを務める一流レストランでは、副料理長の地位を得ている。趣味は絵画鑑賞であり、ルーブル美術館がお気に入りで貸切にするほど。タカオのことを「戦い方が美しくない」と見下していたが、実際にバトルをして引き分けたことで実力を認め、ジャンカルロに会うことを薦める。後のエキシビジョンマッチでは、レイと対戦し、引き分けという形で終わっており、自分がわざと手加減したと侮蔑的な考えをしたジョニーに苦言を呈している。大会ではレイピアをシューターにしていた。
ジャンカルロ・トルナトーレ
声 - 阪口大助
使用ベイ（聖獣）：アンフィリオン（アンピスバイナ）
イタリアのベイブレーター。トルナトーレ財閥の一人息子。髪型はウェーブのかかった金髪のショート。一見プレイボーイな優男だが、人を見る目はあり、自らの聖獣であるアンフィスバエナも巧みに操ることができる。一度はタカオを破っているが、その後の再戦では血の気の多い上に二つの頭を持ったアンフィスバエナ同士が喧嘩したことに逆上して罵詈雑言を飛ばした結果、自らが激怒した聖獣に攻撃されるという大失態を招いてしまった上に、タカオに助けられる形で惨敗。オリビエ共々実力を認め、ラルフに引き合わせた。大会ではローマの古代戦士をイメージした鎧を纏い、剣と盾をシューターにしていた。

#### チームWHO（フー）
アニメオリジナルのチーム。メンバー全員がベイブレード世界大会予選ユーロ大会に参加していた選手であるが、ユーロチームのメンバーに敗退した上に、聖獣を持っていないことを卑下されたことで、聖獣を持つブレーダーたちを憎むようになり、チームとして結集した。特異な姿をした邪悪な聖獣と契約しており、常に聖獣への憎しみが抑えられないため、聖獣を持つブレーダーを無差別に襲っている。なおラルフは彼らを覚えてはいなかったが、オリビエは覚えていた。タカオたちと戦い意識を改めたラルフたちを見て和解する。『Gレボリューション』においても、最終回に1カットのみ登場しており、再びユーロ出身のブレーダーに野外戦を挑んでいる様子。WHOというのはゾンビという意味でもある。
ブラッド
声 - 神谷浩史
使用ベイ（聖獣）：ドラキュオス（吸血鬼）
ルーマニア出身のベイブレーダーで、チームWHOのリーダー格。ユーロ大会でラルフに敗れた過去を持つ。
ハウリング
声 - 高山勉
使用ベイ（聖獣）：ウルフォス（狼男）
トランシルバニア出身のベイブレーダー。ユーロ大会でジョニーに敗れた過去を持つ。
ジャイ
声 - 山本尚弘
使用ベイ（聖獣）：フランケス（フランケンシュタイン）
オーストリア出身のベイブレーダー。ユーロ大会でオリビエに敗れた過去を持つ。
カイロナ
声 - 坂口賢一
使用ベイ（聖獣）：バンデオス（包帯男）
エジプト出身のベイブレーダー。ユーロ大会でジャンカルロに敗れた過去を持つ。

#### ロシアチーム（ボーグ）
ロシア出身のチーム。ヴォルコフ修道院に身を置く少年たちで構成されており、第1期ではヴォルコフの指示で戦っていた。第3期の『Gレボリューション』ではネオボーグと名前を変え、ヴォルコフの支配下から脱している。そのため監督は存在せず、会議にはリーダーのユーリが出席する。なお、彼らの聖獣は全てボーグのリーダーであるヴォルコフが生み出した人造聖獣である。第1期では銃型でトリガー式の特殊なシューターを使用していたが、『Gレボリューション』では銃型であることは変わらないものの一般的なワインダー式のシューターを使用している。第1期、『Gレボリューション』共にBBAの決勝の相手であり、いずれも準優勝。
ユーリ・イヴァーノフ
声 - 森田チアキ
使用ベイ（聖獣）：ウルボーグ2（銀狼） → ウルボーグ4
ボーグのエース。冷酷非情かつ圧倒的な実力の持ち主。髪型は左右に尖らせた独特の赤い髪。苛酷な環境でボーグ最強のブレーダーとなったためにプライドが高く、ボーグのオーナーの孫というだけでカイが特別扱いされることに苛立ちを覚えていた。第1期ではPPBチームとのエキシビジョンバトル時に、エディを一撃で撃破。試合ではタカオと死闘を繰り広げ、氷雪の異空間を作り出す、青龍を凍らせる、1度に複数の聖獣を操るなど、その精神力の高さはジュディを絶句させた。「最終兵器」と呼ばれインキュベータに入れられるなど非人的な扱いを受けていたが、タカオとの対戦後は再戦の約束を交わし、笑顔を見せている。
第3期の『Gレボリューション』では狂気的な性格で、こちらは原作に近い。必殺技を出した時のカットに聖獣のウルボーグが雪女になっていることもあった。また、この必殺技を出した直後に無防備になる癖を持つ。リーグ戦で大地に敗れ、彼に借りを返すために決勝にて再戦を誓うが、あくまでも世界大会の制覇にこだわっていた。バルテズソルダがヴォルコフの手先だということを知っており、世界大会で優勝にこだわっていたのは優勝チームがヴォルコフに目をつけられることを見越していたためだった。ヴォルコフの野望を打ち砕くために仲間と共にBEGAへ乗り込みガーランドと対戦するが、強制デスマッチに敗れ昏睡状態に陥る。その後、病院のベッドで長らく眠ったままだったが、タカオとブルックリンとの最終戦で目を覚まし、タカオをサポートした。その後は無事に退院しロシアに帰国した様子が最終話のエンディングにて描かれている。
ボリス・クズネツォーフ
声 - 水田わさび
使用ベイ（聖獣）：ファルボーグ（隼） → ファルボーグ2
ボーグのメンバーで、普段は落ち着いているが、その実態はヴォルコフからも一目置かれるほど残忍で狡猾。髪型は薄紫色をややシャギーにした短髪。世界大会では鎌鼬を引き起こすことで、直接相手のベイブレードを攻撃するだけでなく、間接的にブレーダーまでも攻撃する殺人アタックを得意とする。普段はベイブレードで戦うことが無く、チーム内でも「秘密兵器」として名高い存在となっていた。
第1期ではレイと試合を行うが、ファーストバトルでわざとファルボーグをフェンスに激突させることで、スタジアムの回転を利用しフェンスの破片をレイの鳩尾に激突させた上で連続攻撃を行い、反撃の隙も与えずに勝利。セカンドバトルでは、鎌鼬による殺人アタックで追い込むが、勝ち急ぎ過ぎた隙を突かれて敗北する。そしてラストバトルでは、さらに強力な鎌鼬で追い込むが、ドライガーの捨て身のタイガーファングによって撃破され、ファルボーグも大破する。ただし、聖獣の白虎は最後の一撃によってファルボーグに取り込まれた。
第3期の『Gレボリューション』ではネオボーグの補欠。やや明るい性格になったが、ヴォルコフへの憎しみはユーリたちと同様に強い。ユーリ、セルゲイと共にガーランドと戦うが敗れる。
セルゲイ
声 - 杉田智和
使用ベイ（聖獣）：シーボーグ2（鯨）
ボーグのメンバーで寡黙な大男。パワーを生かしたバトルを行う。髪型は黄土色にヘッドギアを被っている。「どんな手を使っても勝つ」という信条の持ち主。世界大会ではカイに連勝した。
第3期の『Gレボリューション』ではボリスと同様にネオボーグの補欠。ユーリ、ボリスと共にガーランドと戦うが敗れる。
イワン・パホーフ
声 - 阪口あや
使用ベイ（聖獣）：ワイボーグ（蛇）
ボーグのメンバーの小柄な少年。第3期の『Gレボリューション』では最終回のみの登場であった。
ウラジミール・ヴォルコフ
声 - 子安武人
ボーグのリーダーで、ロシアでも屈指のマッド・サイエンティスト。
シリーズ全体において暗躍してきた悪漢。目的のためには手段を選ばず、自分の部下でさえ平気で切り捨てる冷酷非道な人物。世界制服を悲願とし、それを成し遂げるためにベイブレードを利用しようと、自らの手で最強のベイブレードと人造聖獣、そして聖獣兵器を開発。さらにはロシアにヴォルコフ修道院を築き上げ、そこで自らの手駒となる凶悪なブレーダーたちを育成する。しかし、ベイブレード世界大会の決勝戦で、タカオたちBBAチームに配下のブレーダーたちが敗れ去り、大善寺会長たちによってインターポールにヴォルコフ修道院の実態を告発された結果、その野望は失敗するが、完全には諦めていなかった。
『Gレボリューション』では、善人を装って新たにBEGAを発足させ、才能のあるブレーダーたちを集めてベイブレードのプロ化を実現させようとしていたが、真の目的はベイブレード界そのものを乗っ取ることにあり、ベイブレードで得られる巨万の富と権力を独占することにあった。だが、BBAのブレーダーのみをマークしていたことが誤算となり、キョウジュが最強のベイブレードであるヘビーメタルシステムを完成させる隙を与えてしまう。その結果、Gレボリューションズの活躍によってBEGAの精鋭たちが敗れ去ったことで、計画は失敗に終わり、最終回では子供たちに踏まれたり犬に小便をかけられて鳥に糞を顔に落とされるなど、かなり悲惨な状態だった。
火渡宗一郎（ひわたり そういちろう）
声 - 石井康嗣
ボーグのオーナーでカイの祖父。全ての聖獣を手に入れ、聖獣を利用した聖獣兵器の力で世界の支配を目論んでおり、カイを道具のように扱っている。ボーグもまた、自らにとって利用するだけの存在に過ぎず、自らの野望を実現するために、独断でカイに接触。再び黒朱雀の力を使わせようとしていたが、拒絶されている。ボーグがBBAチームに敗れ去ったことで、その野望は潰えることになったが、宗一郎自身は諦めていない様子であった。

#### その他の世界大会参加ブレーダー
タイチーム
中国大会Aブロック第1試合で登場。BBAチームに敗れる。
アナンダ
声 - 沼田祐介
第1試合でレイに敗れる。タイの神話に登場する鬼（ヤック）がモチーフのベイブレードを使うブレーダー。アタックリングが3段に展開し、タイガークロー並みの破壊力を持つ。必殺技は「ヤックアタック」。
ヴィルット
声 - 菅沼久義
第2試合でマックスに敗れる。高速回転することで周囲の温度を急上昇させるベイブレードを使うブレーダー。その高温は相手のベイブレードを溶かしてしまうほど（自身のベイは耐熱素材のため溶けない）だが、熱を生むために持久力が犠牲になっていることが弱点。必殺技はタイの暑さからヒントを得た「フィーバーアタック」。
コチャン
声 - 千葉進歩
第3試合でタカオに敗れる。ムエタイの動きをベイブレードに取り入れているブレーダー。バトル前に気を高める舞を踊る。シュートスタイルはシューター、ワインダーを足につけ、キックの勢いで打ち出す。ベイブレードはムエタイのようにキック、ジャブを多用したバトルスタイル。ブレードベースついたばねが上下することでジャンプし上から攻撃することができる。
モンゴルチーム
中国大会準々決勝第1試合で登場。中国チームに敗れる。
バトバヤル
渡辺武彦
第1試合で登場。羊毛でコーティングしたベイブレードを使う。羊毛がクッションとなり衝撃を吸収する。必殺技は「純毛ウールアタック」。ガオウの集中力が切れたために偶然勝利する。
ドルジ
声 - 伊藤龍
第2試合に登場。バトバヤル同様、羊毛コーティングのベイブレードを使う。マオのガルクスにベイブレードをばらばらに切り刻まれ敗北。
バルダン
声 - 細井治
第3試合に登場。モンゴル民族の誇りにかけて勝負を挑む。羊毛のベイブレードではなく、青い狼のベイブレード「ウールハーン」を使う。必殺技は「青き狼の牙」。ベイを破壊されライに敗れる。
インドチーム
相手を分析して試合に望む頭脳派集団。中国大会準々決勝第2試合で登場。BBAチームに敗れる。
ラジュー
声 - 浅川悠
第1試合で登場。ターバンにメガネの少年。使用するベイは規定ギリギリの大径アタックリングをもち、回転時に強力なダウンフォースを生んで接地力を高めている。ドラグーンのストームアタックであっけなく吹き飛ばされタカオに敗北。
残りの2人は名前がなく、使用ベイもラジューと色以外同じ。2戦目はデータ分析を行っていたブレーダーでベイの色は黄色。マックスに敗れる。3回戦ではお茶を飲んでいたブレーダーでベイの色は緑。レイに敗れる。
モルディブチーム
ベイブレードがなく、一つだけ、観光客が落としたものを修理して使っている。アジアトーナメント準決勝でBBAチームに敗れる。
イブラヒル
声 - 伊藤龍
第1試合に登場、マックスに敗れる。タカオたちが来るまでの時間稼ぎの試合でマックスに激高するが、マックスが本気を出したこと、タカオたちの事情を理解して和解する。去り際にマックスから先代のドラシエルをプレゼントされる。使用ベイは修理したバクシンオウ（名前は出ていない）。必殺技はダイブアタック。
アブドル
声 - 久保さゆり
第2試合に登場。レイが遅れているためカイが対戦した。はじめから本気を出されたためあっけなく敗北する。アロハシャツを着ている。
バラカット
声 - 進藤こころ
第3試合でタカオに敗れる。バナナのかごを背負っている。
ドミニカ共和国
ブレーダーが一人しかいないため、特別枠で出場する。
アントニオ
声 - 伊倉一恵
ドミニカ共和国唯一のブレーダー。日本に訪れベイブレードに出会い、ドミニカ共和国にベイブレードを広めるために世界大会に出場する。タカオたちと共に特訓して「誰でも、どこでも練習すれば強くなれる」ことをタカオたちに伝えた。使用ベイはマケンドー（名前は出ていない）。
メキシコチーム
世界大会Aブロック（通称アメリカ大会）1回戦でBBAに敗れる。PPBでの分析ではCクラスのチーム。
ミゲル
声 - 近藤隆
第1試合に登場。ギター型シューターを使うマリアッチの歌い手ブレーダー。使用するベイ「トルギター」には強力なギターの弦が張られている。必殺技は相手が攻撃するたび弦が鳴り、相手の力を奪う「死のメロディー」。ドランザーのパワーに弦が耐えきれず、カイに敗北。
ペドロ
声 - 岸尾大輔
第2試合に登場。闘牛士の剣型シュータを使うブレーダー。父親はメキシコ一の闘牛士。使用ベイ「トルドール」はアタックリングに剣が仕込まれており、ぶつかれば相手のベイを切り裂く。それでいて高い持久力を持つため、持久戦も得意。安定性が高いドラシエルに剣を受け止められマックスに敗北。
ラモン
声 - 風間勇刀
第3試合に登場。チームのリーダー。祖先がメキシコ一のガンマンで、リボルバー型シューターを使う。使用ベイ「トルガトリン」の必殺技は「ガトリングアタック」。特殊な形状のブレードベースを上空からたたきつけ連続攻撃する。タカオのドラグーンFに敗れる。
エクアドル共和国チーム
アメリカ大会2回戦で登場。ガラパゴス諸島出身のブレーダーたちで、分析不能な自然派集団のためPPBも警戒している。BBAに敗れるが、主要チーム以外では唯一1ポイント奪っているチーム。
サンチャゴ
声 - 彩木香里
第1試合で登場。友達のイグアナにもらったベイ「ウィンアナ」の「イグアナアタック」でレイに勝利する。
フェルナンディナ
声 - 菅沼久義
第2試合に登場。友達のアシカの動きをまねた「アシカアタック」が得意技。何度もベイを上に跳ね上げて体力を奪うが、気ままな行動まで真似したため、彼のベイ「ウィンシカ」が勝手に場外に出てマックスに敗北する。
バルトロメ
声 - 鈴村健一
第3試合に登場。ゾウガメが生んだと自負するベイブレード「ウィントス」を使用。ゾウガメの話でタカオを翻弄する（タカオが勝手に混乱しているだけだが）。ゾウガメのような防御力でドラグーンの攻撃にも耐えるが集中力を取り戻したタカオのファントムハリケーンで吹き飛ばされ敗北。
オーストラリアチーム
3回戦でPPBに敗れたチーム。既に3回戦まで試合が進んでいたため詳細不明。第2試合の選手はスティーブに敗れ、第3試合のブレーダーはマイケルにベイを破壊され敗れた。
ブラジルチーム
アメリカ大会準決勝第2試合で登場。ハイウェイスタジアムでBBAに敗れる。
サルバトール
声 - 河内孝博
1回戦で登場。サンバの恰好をしたブレーダー。毎年リオのカーニバルで活躍するサンバのダンサーで「キングオブダンス」のあだ名を持つ。必殺技は「ダンシングクラッシュ」。変則的なジャンプ攻撃を仕掛ける。しかし変則的でなくリズムに乗った攻撃のため、パターンを覚えられてマックスに敗北する。使用ベイは「サンアース」。
パウラ
声 - 白倉麻子
2回戦で登場した女釣り師のブレーダー。アマゾン川で鍛えた釣りの腕前を生かした釣り竿型シューターを使う。使用ベイは「ピラニアース」。必殺技は残像で分身する「デコイアタック」と、分身して空から攻撃する「ピラニアアタック」。レイに敗れた。
マリオ
声 - 水原リン
第3試合でカイに敗れた。サッカーが得意なブレーダーでベイブレードでリフティングできる。初登場は大統領主催のチャリティマッチで、マックスと協力したことがある。使用ベイは「カナリアース」。

#### その他のキャラクター
ノブオ
声 - くじら
毎回負けるのが悔しくて、よくタカオに勝負を挑むブレーダー。タカオが世界に旅立った後にはほとんど登場せず、タカオが一時帰国したときと最終回に登場する。使用ベイはデスドライガー。
アキラ
声 - 宮田幸季
タカオの町の隣町のベイブレードチャンプ。多くの仲間を連れている。蛭田との勝負に負けてベイを奪われ、タカオに取り返してもらった後、ドラグーンSの開発を手伝う。ノブオ同様世界大会以降出番は少ない。使用ベイはナイトドランザー。
蛭田マコト（ひるた マコト）
声 - 森田チアキ
シェルキラーの一員（シェルキラー四天王）。髪型は黒髪にバンダナを巻いている。タカオに意気揚々と挑戦してきた。カイのことを最初は「カイさん」と呼んで慕っていたが、タカオに敗れたことでベイを壊されシェルキラーを追放される。日本大会ではベイに刃物を仕込んで参加したがタカオに敗れ、後に彼と友情が芽生えた様子である。『Gレボリューション』の最終回でリックとバトルをしていた。使用ベイは初めは重いウエイトディスクで改造したキッズドラグーン。仲間に破壊された後はこれをベースに作り上げた「スピンカッター」を使う。こちらはウェイトディスクにカッターが仕込まれ、並みのベイブレードは真っ二つにする。
鈴鹿（スズカ）
声 - 亀井芳子
シェルキラーの一員。へそを出しているのが特徴。
筑波（ツクバ）
声 - ひと美
シェルキラーの一員。帽子を被っているのが特徴。
ユウ
声 - 前田ゆきえ
河川敷に集まった新参ブレーダーの一人。心優しい性格で、ベイブレードを大事にしない人が許せない。コウジにベイブレードを壊され、タカオたちと新しいベイブレードを作ってリベンジする。使用ベイはオレンジ色のメタルドラグーン。改良後は防御力、持久力が高いジョイントのベイブレード。
コウジ
声 - 亀井芳子
河川敷に集まった新参ブレーダーの一人。ベイブレードを物としか思わず、相手のベイブレードを壊した証にシューターにシールを貼る。力任せな攻撃と、ベイブレードのメンテナンスを怠ったことが原因で自分のベイが壊れてしまう。ひどいことをしたユウに一緒に直そうと声をかけられて改心する。使用ベイは青いパンプキング（玩具版と違いブレードベースはスピンギア対応型）。
ジョージ・スミス
声 - 小野健一
チャリティマッチを開催したアメリカ大統領。キャシィ、ルイスと共にマックス、エミリー、マリオのチームとバトルする。第1試合はエミリーの独断であっけなく3人とも敗れるが、2回戦では自身がよく知るホワイトハウススタジアムの地の利を生かして奇襲をかけ3人を撃破。3回戦ではマックスが全力を出してほかの2人を倒し、ジョージのベイが最後のあがきを見せるもマリオのサポートにより敗れる。
使用ベイはAのマークのスターストライプ。
キャシィ・グローリア
声 - 進藤尚美
チャリティマッチに参加するハリウッド女優。レイがサインをもらった。使用ベイはSのマークのスターストライプ。
タイフーン・ルイス
チャリティマッチに参加するボクシングヘビー級チャンピオン。タカオが大ファン。使用ベイはUのマークのスターストライプ。
必殺技は3人の連携技「リボルビングアタック」。3対で3方向から攻撃を仕掛ける。
木ノ宮龍也
声 - 細井治
タカオと仁の父。世界中を旅する考古学者。聖獣について研究していた。『2002』と『Gレボリューション』には登場しない。

### スタッフ
- 企画 - 岩田圭介（テレビ東京）、小林信一、金載英
- コミック原作・アニメ原案 - 青木たかお（小学館「コロコロコミック」連載）
- キャラクター原案 - 水野祥司、青木たかお
- 監督 - 川瀬敏文
- アニメーション監督 - 沈相日
- シリーズ構成 - 相馬和彦、浦畑達彦、李銀美
- キャラクターデザイン - 梅原隆弘、朴起徳
- メカニックデザイン - やまだたかひろ
- 美術監督 - 武藤正敏、林傭一
- 色彩設計 - 児玉尚子
- 撮影監督 - 坂本竜馬、李錫凡
- 編集 - 瀬山武司
- 音響監督 - 本田保則
- 音楽 - 平野義久
- 音楽制作ディレクター - 宿利剛
- アソシエイトプロデューサー - 丸山正雄、金炳憲
- アニメーションプロデューサー - 白井勝也、張元鳳
- プロデューサー - 崔鐘秀（テレビ東京）、池田慎一、青木真美子
- アニメーション制作協力 - スタジオマトリックス、Seoul Animation、D・R Movie
- アニメーション制作 - マッドハウス
- 製作 - テレビ東京、読売広告社、d-rights

### 主題歌
オープニングテーマ「Fighting Spirits -Song for Beyblade-」
作詞・作曲 - 山田正人 / 編曲・歌 - SYSTEM-B（Vo.吉越由美）（スターチャイルドレコード）
ポケモンショックの影響で映像の一部のシーンが暗くなる。
エンディングテーマ「CHEER SONG」
作詞・作曲 - 山田正人 / 編曲・歌 - SYSTEM-B（Vo.大友ジュン）（スターチャイルドレコード）

### 各話リスト
| 話数 | サブタイトル                     | 脚本              | 絵コンテ       | 演出           | 作画監督                     | 放送日        | 収録DVD&VHS |
| ---- | -------------------------------- | ----------------- | -------------- | -------------- | ---------------------------- | ------------- | ----------- |
| 1    | 爆転バトル、ゴー・シュート!      | 大久保智康 李銀美 | 川瀬敏文       | 山本恵         | 秦野好紹 沈相日              | 2001年 1月8日 | SHOOT.1     |
| 2    | ほえろ青龍!ドラグーン誕生!       | 大久保智康        | 山本恵         | 高田淳         | 野道佳代 野武洋行            | 1月15日       | SHOOT.1     |
| 3    | 新しき友、その名はマックス       | 水上清資          | 高田淳         | むらた雅彦     | 中原清隆                     | 1月22日       | SHOOT.1     |
| 4    | 開幕!バトルトーナメント          | 浦畑達彦          | うえだひでひと | 加藤茂         | タダカズ                     | 1月29日       | SHOOT.2     |
| 5    | 激突!マックスVSカイ              | ふでやすかずゆき  | 横田和         | 大関雅幸       | 野口木ノ実                   | 2月5日        | SHOOT.2     |
| 6    | 吹き荒れろ!ドラグーンストーム    | 荒西大介          | 石踊宏         | 山本恵         | 秦野好昭                     | 2月12日       | SHOOT.2     |
| 7    | タカオVSカイ 宿命の対決          | 浦畑達彦          | 木村真一郎     | はしもとなおと | 猿渡聖加                     | 2月19日       | SHOOT.3     |
| 8    | 結成!BBAチーム世界へ             | ふでやすかずゆき  | 高田淳         | 高田淳         | 野道佳代 野武洋行            | 2月26日       | SHOOT.3     |
| 9    | 新たなる聖獣 白虎族              | 荒西大介 金祥勳   | 西村純二       | 奥村吉昭       | 権允姫                       | 3月5日        | SHOOT.3     |
| 10   | 駆け上がれ!アジア大会!           | 大久保智康        | 紅優           | むらた雅彦     | 中原清隆                     | 3月12日       | SHOOT.3     |
| 11   | レイ、白虎を失う!                | ふでやすかずゆき  | うえだひでひと | 高田淳         | タダカズ                     | 3月19日       | SHOOT.3     |
| 12   | さらばBBAチーム!                 | 大久保智康        | 大関雅幸       | 大関雅幸       | 野口木ノ実                   | 3月26日       | SHOOT.4     |
| 13   | さけべレイ!うなれ白虎!           | 荒西大介          | 山本恵         | 山本恵         | 秦野好昭                     | 4月2日        | SHOOT.4     |
| 14   | 不戦敗?分断のBBAチーム           | ふでやすかずゆき  | 西村純二       | はしもとなおと | 猿渡聖加                     | 4月9日        | SHOOT.4     |
| 15   | 決戦!アジアの頂点をかけて!       | 大久保智康        | 高田淳         | 高田淳         | 相坂直紀 野武洋行            | 4月16日       | SHOOT.4     |
| 16   | 白虎VS山猫                       | ふでやすかずゆき  | 紅優           | 奥村吉昭       | 金俊吾                       | 4月23日       | SHOOT.4     |
| 17   | ファイナルバトル!漆黒の稲妻!     | 水上清資          | 川瀬敏文       | 木村隆一       | 苫政三                       | 4月30日       | SHOOT.5     |
| 18   | 負けるな!小さなブレーダー        | 大久保智康        | うえだひでひと | 石田博         | 榎木津礼一 木場終太郎 金俊言 | 5月7日        | SHOOT.5     |
| 19   | 上陸、新たな戦場!                | 水上清資          | 大関雅幸       | 鈴木卓夫       | 武内啓                       | 5月14日       | SHOOT.5     |
| 20   | 戦慄のアメリカン・パワー!        | ふでやすかずゆき  | 山本恵         | 山本恵         | 秦野好紹                     | 5月21日       | SHOOT.5     |
| 21   | 特訓!新しき力を求めて            | 荒西大介          | 西村純二       | 奥村吉昭       | 金俊吾                       | 5月28日       | SHOOT.5     |
| 22   | 大統領VS世界選抜!                | 杉原研二          | 高田淳         | 高田淳         | 相坂直紀 野武洋行            | 6月4日        | SHOOT.6     |
| 23   | 開幕アメリカ大会!                | 大久保智康        | 野田作樹       | はしもとなおと | 猿渡聖加                     | 6月11日       | SHOOT.6     |
| 24   | アメリカンヒーロー、マイケルの力 | 水上清資          | 木村隆一       | 木村隆一       | 苫政三                       | 6月18日       | SHOOT.6     |
| 25   | 準決勝、超高速サーキット!!       | 大久保智康        | 越智浩仁       | 鈴木卓夫       | 武内啓                       | 6月25日       | SHOOT.6     |
| 26   | 激突!アメリカ大会決勝戦          | 大久保智康        | 西村純二       | 奥村吉昭       | 権允姫 李炫姃                | 7月2日        | SHOOT.6     |
| 27   | 灼熱のスコーピオン!              | 水上清資          | 原博           | 山本恵         | つばたよしあき               | 7月9日        | SHOOT.7     |
| 28   | 決着!アメリカ大会!!              | 杉原研二          | 紅優           | 木村隆一       | 秦野好紹                     | 7月16日       | SHOOT.7     |
| 29   | BBA 熱き戦いの軌跡               | 水上清資          | 川瀬敏文       | 川瀬敏文       | 関崎高明                     | 7月23日       | SHOOT.7     |
| 30   | 聖獣を従える者                   | 水上清資          | 沈相日         | 金鎮光         | 朴起徳                       | 7月30日       | SHOOT.7     |
| 31   | ヨーロッパ、波乱の旅立ち         | 大久保智康        | 金京官         | 金紀杜         | 金紀杜                       | 8月6日        | SHOOT.7     |
| 32   | 強襲!闇のブレーダー!             | 水上清資          | 李只有         | 金京官         | 才木康寛 関崎高明            | 8月13日       | SHOOT.8     |
| 33   | 黒い影の軍団                     | ふでやすかずゆき  | 沈相日         | 金京官         | 朴起徳                       | 8月20日       | SHOOT.8     |
| 34   | 華麗なる聖獣使い                 | 杉原研二          | 金京官         | 金眞光         | 朴起徳                       | 8月27日       | SHOOT.8     |
| 35   | コロッセオの決闘!                | 荒西大介          | 李只有         | 金紀杜         | 金紀杜                       | 9月3日        | SHOOT.8     |
| 36   | 倒せ!アンピスバイナ              | 大久保智康        | 金京官         | 鈴木卓夫       | 武内啓                       | 9月10日       | SHOOT.8     |
| 37   | 女王陛下のブレーダー             | 水上清資          | 李只有         | 奥村吉昭       | 権允姫 李炫姃                | 9月17日       | SHOOT.9     |
| 38   | 結成!最強のユーロチーム          | 水上清資          | 石踊宏         | 金京官         | 朴起徳                       | 9月24日       | SHOOT.9     |
| 39   | 決めろ!勝利への力                | 大久保智康        | 沈相日         | 金眞光         | 金東俊                       | 10月1日       | SHOOT.9     |
| 40   | 決勝の地ロシア                   | ふでやすかずゆき  | 高田淳         | 磨積良亜澄     | 猿渡聖加                     | 10月8日       | SHOOT.9     |
| 41   | いまわしき記憶の扉               | 水上清資          | 奥村吉昭       | 奥村吉昭       | 権允姫                       | 10月15日      | SHOOT.9     |
| 42   | 最強を望む者                     | 大久保智康        | 山本恵         | 山本恵         | つばたよしあき               | 10月22日      | SHOOT.10    |
| 43   | 悪夢のセレモニーマッチ           | 水上清資          | 木村隆一       | 木村隆一       | 秦野好紹                     | 10月29日      | SHOOT.10    |
| 44   | さらばカイ!                      | 荒西大介          | 高田淳         | 鈴木卓夫       | 武内啓                       | 11月5日       | SHOOT.10    |
| 45   | バイカル湖の決闘                 | ふでやすかずゆき  | 奥村吉昭       | 金眞光         | 金東俊                       | 11月12日      | SHOOT.10    |
| 46   | ボーグ襲来!                      | 水上清資          | 越智浩仁       | 徐東柱         | 朴起徳                       | 11月19日      | SHOOT.10    |
| 47   | 再会!ユーロチーム                | 大久保智康        | 木村隆一       | 木村隆一       | つばたよしあき               | 11月26日      | SHOOT.11    |
| 48   | カイの選択                       | 大久保智康        | 山本恵         | 山本恵         | 中原清隆                     | 12月3日       | SHOOT.11    |
| 49   | 白虎の叫び                       | 水上清資          | 奥村吉昭       | 奥村吉昭       | 権允姫                       | 12月10日      | SHOOT.11    |
| 50   | 雪原の黙示録                     | 水上清資          | 紅優           | 木村隆一       | 朴起徳 秦野好紹              | 12月17日      | SHOOT.11    |
| 51   | ベイブレードよ、永遠に!          | 大久保智康        | 川瀬敏文       | 川瀬敏文       | 朴起徳 中原清隆              | 12月24日      | SHOOT.11    |

## 爆転シュート ベイブレード 2002
『爆転シュート ベイブレード』の続編として放送され、前作で「ベイバトル」の世界大会で優勝したタカオのその後のストーリーである。アニメーション制作が日本アニメディアに変更となり、大幅にスタッフが交代された。このため、作風や絵柄・設定が前作までとは異なる。ベイブレードのバトルシーンは今作とGレボリューションでは3DCGで描かれており、よりリアルなバトルが表現された。今作より、アニメオリジナルキャラクターの「立花ヒロミ」が登場する。またタイトルの「2002」は放送前予告では「二・マル・マル・二」と読まれている。

### 爆転シュート ベイブレード 2002のキャラクター

#### 主要キャラクター
木ノ宮タカオ
#日本チーム（BBAチーム・Gレボリューションズ）参照。
火渡カイ
#日本チーム（BBAチーム・Gレボリューションズ）参照。
水原マックス
#日本チーム（BBAチーム・Gレボリューションズ）参照。
レイ（金李）
#日本チーム（BBAチーム・Gレボリューションズ）参照。
キョウジュ
#日本チーム（BBAチーム・Gレボリューションズ）参照。
立花ヒロミ（たちばな ヒロミ）
声 - 菊池志穂
アニメオリジナルキャラクター。『2002』にて初登場し、『Gレボリューション』にも引き続き出演している。タカオとキョウジュの同級生で、クラスの委員長。始めはベイブレードに興味を持たなかったが、タカオのベイバトルを見たことにより、少しずつベイバトルに興味を持つようになる。大きくハネた茶髪が特徴。性格は勝気で面倒見が良く、お姉さん気質の優等生を地で行っている。『2002』では「ベイブレードって何?」といった疑問や、「聖獣を見たい」と奮闘する様が描かれるなど、ベイブレード初心者としての描写が目立つ。『Gレボリューション』ではBBAのマネージャー的存在であり、ベイブレードへの理解も大分深まったようで、キョウジュのベイメンテナンスのサポートから、大地のジーンズの修繕までこなしている。ジャスティス5では、アイドルのような衣装に変身し「BBAの最終兵器」と称してGレボリューションズの女子ブレーダーとして参加しようとするが、狭いバスの中でアインシュタインをシュートしたことで、タカオから「ブレーダーの資格無し」と言われてしまう。料理の腕は見た目だけは良いのだが味は最悪である。
じっちゃん（木ノ宮龍之介）
#周りの大人たち参照。
大転寺会長
#周りの大人たち参照。
ブレーダーDJ
#周りの大人たち参照。
マックスの父（水原太郎）
#周りの大人たち参照。

#### 聖封士（セント・シールズ）
その名の通り聖獣を封じることを目的とした一団。BBAの四聖獣を狙い、自分たち同様四聖獣を狙うサイキックにも敵意を向ける。
オズマ
声 - 甲斐田ゆき
使用ベイ（聖獣）：フラッシュレオパルド（黒豹） → フラッシュレオパルド2
聖封士のリーダー。「フラッシュレオパルド」とその進化系ベイブレードを操る。黒と赤のツートンの跳ね尖らせた髪型をしている。
一族が持つ使命を何としても果たさんとする一種異様なまでの真面目さを持つ。幼少時より訓練ギプスを身に付けて特訓していた。
ドゥンガ
声 - 高戸靖広
使用ベイ（聖獣）：ボルティックエイプ（ゴリラ） → ボルティックエイプ2
ボルティックエイプを操る大柄な少年。髪型は黄色の長髪にバンダナを巻いている。
激情家で、相手の挑発などに強く憤り、マリアムとは喧嘩することもあるが、負けるとマリアムに甘えるという一面を持つ。
初登場時にユウヤを巻き込みカイを襲撃したことから、彼と少なからず因縁があった。ボルティックエイプ2を駆り白虎を奪うが、最後はユスフ共々カイとレイのコンビの前に敗れた。
マリアム
声 - 小松由佳
使用ベイ（聖獣）：シャークラッシュ（サメ）
セントシールズの紅一点。シャークラッシュを操る。男勝りで高飛車な性格をしている。髪型は青色のポニーテールに赤いバンダナを額に巻いている。
マックスと闘った際に、事故に巻き込まれ助け合う。その後の直接対決ではマックスと対戦、一度は引き分けるも仲間を想うマックスの底力の前に敗北した。
ユスフ
声 - 松本さち
使用ベイ（聖獣）：バニシングムート（象）
マリアムの弟。バニシングムートを操る。髪型は跳ね上がった濃い緑色。
要領の良い性格をしており、時に感情的に走りがちなマリアムの抑え役を果たすことも（特にドゥンガとの口喧嘩の際の仲裁役に回ることが多い）。小柄な体を生かした身軽さで敵陣に忍び込むこともある。

#### サイキック
世界中を旅してベイブレードの修行をしていたチーム。当初はタカオたちと友好的な出会いを果たすものの、彼らに敵対するギデオンの元にてデジタル聖獣に精神を支配されてしまいタカオたちと敵対することになるが、戦いの果てに彼らに救われる。
ケイン山下
声 - 泰勇気、柳井久代（ゲーム）
使用ベイ：サイバードラグーン（デジタル青龍）
サイキックのリーダーで日系オーストラリア人。跳ね上がって尖らせた青緑色の髪型が特徴。IQ200。本来は責任感の強い少年であり、デジタル聖獣の魔力に取り込まれていく仲間たちの状況を憂いていたが、自身もデジタル聖獣に精神を支配される。正気を取り戻した後、仲間のジムと共に世界大会に参戦するが、キング、クイーンの襲撃で自分のベイブレードを破壊された。
ゴウキ
声 - 藤原泰浩
使用ベイ：サイバードランザー（デジタル朱雀）
大柄な少年。黒色の少し跳ね上がった短髪が特徴。川に流されたタカオの祖父を助けるべく、ジムの指示を受けて巨木を移動させる怪力を見せる。ジムに続きデジタル聖獣に精神を支配される。正気を取り戻した後、サリマと共にカナダで子供たちにベイブレードを教えている。
サリマ
声 - 池田ひかる
使用ベイ：サイバードライガー（デジタル白虎）
サイキックの紅一点でカナダ人の少女。少し跳ね上がった赤色のロングヘアが特徴。温厚な性格。レイと心を通わせ、デジタル聖獣の魔力に取り込まれていく仲間たちを案じ打開策を探すが、自らもデジタル聖獣に精神を支配される。正気を取り戻した後、ゴウキと共にカナダで子供たちにベイブレードを教えている。
ジム
声 - 山下亜矢香
使用ベイ：サイバードラシエル（デジタル玄武）
小柄な少年。金髪の短い髪型が特徴で、『2002』ではオールバックにしていたが、続編の『Gレボリューション』の1カットでは前髪を垂らしていた。川に流されたタカオの祖父を助けるため状況を分析、計算しゴウキに指示を出した。デジタル聖獣に精神を支配される。
タワーでの直接対決ではマックスに敗れるも、建物の内部に備え付けられているデジタル聖獣復元装置によって何度も復活し、最終的に玄武を奪っている。正気を取り戻した後、ケインとともに世界開会に参戦するが、キング、クイーンの襲撃でベイブレードを破壊された。

#### パーツハンター
ドクターKが独自に集めたブレーダーで構成されたコンビで、タッグバトルを得意とする。ブレーダーとしての実力は非常に高いが、相手のベイブレードを破壊して、負けた相手から高性能のパーツを奪い取る卑劣な面がある。監督を務めるドクターKの指示もろくに聞かなかったため、最終的には使い捨ての駒にされた。
『Gレボリューション』の最終回では、fサングレのメンバーとタッグバトルを行っている。
キング
声 - 野島裕史、私市淳（ゲーム）
使用ベイ（聖獣）：アリエル（黒山羊） → アリエル2
クィーンとコンビを組むパーツハンターの少年。銀髪のショートヘアーが特徴。性格は攻撃的であるが、相棒のクイーンと比べると、幾分か冷静さを持っている。
世界大会2回戦にて、ドクターKの卑怯な手口に愛想が尽き、タカオと連携しドクターKの野望を阻止した。タカオとのバトルに敗れはしたものの、再戦を誓い合った。
クィーン
声 - 園崎未恵
使用ベイ（聖獣）：ガブリエル（白山羊） → ガブリエル2
キングとコンビを組むパーツハンターの少女。黒色のショートヘアーが特徴。男勝りな性格で一人称は「俺」。キング以上に攻撃的な性格をしているために、冷静さを保てない面がある。
世界大会では一回戦でユスフとマリアムを破り、続く2回戦ではドクターKより渡された強化パーツを装備しマックスに挑むが、ドラシエルV2の防御を崩すには至らず、逆に強化パーツの負荷にガブリエル2が耐え切れず自滅した。

#### ザガート関係者
ゼオ
声 - 柳井久代
使用ベイ（聖獣）：ゼロニクス（無し） → バーニングケルベロス（ケルベロス）
物語の中盤から登場する謎の少年。髪型は緑色の長髪を下の部分を三つ編みにしている。最初は純粋なブレーダーとしてタカオたちと親しくなるのだが、その正体は父親のザガートが事故で亡くなった息子の代わりに造ったロボットであり（原作では本物のゼオの弟のレオンで人間）、後にザガートによって真実を聞かされショックを受け、彼に言われるがままに四聖獣の力を手に入れて人間の体になるために四聖獣を持つタカオたちと対立する。世界大会ではオズマをも破り四聖獣の玄武と朱雀を奪ったが、タカオの青龍の前に敗れ去ってしまい、物語の終盤ではロボットの自分を受け入れてくれたタカオと和解する。
続編の『Gレボリューション』の最終回で、ヴァイオリンを持つゼオの後姿のカットがある（髪は短くなっていた）。
ゴルド
声 - 菅沼久義
使用ベイ（聖獣）：ブリザードオルトロス（オルトロス）
世界大会におけるゼオのパートナー。ドゥンガを倒すほどの実力者だが、タカオの青龍を奪うことに失敗し敗れる。
ドクターB
声 - 小山剛志
サイキックにてデジタル聖獣の開発に直接携わったマッド・サイエンティスト。タカオにケインを打ち負かされてギデオンに愛想が尽かされた結果、狂乱してアジトの自爆スイッチを押そうとするが、ギデオンに突き飛ばされ、施設のコンピューターに激突して生き埋めになる。その後の生死は不明。
ギデオン
声 - 松山鷹志
サイキックの幹部的存在。デジタル聖獣を開発していき、タカオたちの持つ四聖獣を奪おうとした張本人。しかし、タカオとケインの戦いの最中にバトルステージもダメージを受け、アジトが崩れるようになってから抜け出そうとするも、ドクターBと同様に生き埋めになる。その後の生死は不明。
ザガート博士
声 - 廣田行生
ゼオの父親。実は元科学者で、かつて大転寺会長と共に石版聖獣についての研究をしていた過去を持つ。事故で亡くなった息子に似せて造ったロボットのゼオを四聖獣の力で人間の体にするためにタカオたちから四聖獣を奪おうとした。
ドクターK
声 - 池田ひかる
ザガートの部下の女性科学者。ザガートとは違う目的で四聖獣の利用を目論んでいる。物語の中盤では、外国人に変装してマックスの母親が働くアメリカの研究所に厳重に保管されている石版を強奪している。後に四聖獣を奪うべく、キングとクイーンの2人のブレーダーをスカウトして、彼らタッグの監督を務めるが、指示を無視されることが多かった。世界大会2回戦にて、マイクロ波を発射する銃を用いてタカオの青龍を奪おうと画策するが、キングの逆鱗に触れ、彼とタカオの連携作戦の前に失敗する。

#### その他のキャラクター（2002）
南ユウヤ（みなみ ユウヤ）
声 - 木村亜希子
使用ベイ（聖獣）：デジタルバード（デジタル朱雀 試作品）
アニメオリジナルキャラクター。カイが寄宿学校・帝王学園に通学していた時の後輩。真っ直ぐで純粋な性格。ベイバトルにおいて、学内では（カイを除いて）ずば抜けた実力を持っていた。カイをブレーダーとして心から尊敬しており、ドゥンガの挑戦を受けない彼に苛立ち、ドランザーを持ち出してその挑戦を受けるも、為す術なく敗れる。しかし、それがカイのブレーダーへと復帰する切っ掛けとなった。
16話でカイと対戦したいためにベイブレードの腕を磨いていたところを、ギデオンにカイの対戦者として抜擢されるが、デジタル聖獣の最初の犠牲者となってしまう。この件はカイの胸にトラウマとして刻み込まれることになった。24話までは回想などで度々登場したが、本人が登場したのは5話および16話のみ。
ケイコ先生
声 - 久川綾
タカオの担任。タカオたちを温かく見守る温厚な性格。劇場版では九州にある石島諸島・神石島出身という設定で、母親も登場している。
アラン・マッケンジー
声 - 横山智佐
使用ベイ（聖獣）：インパルス（無し）
マックスの親友。優れたブレーダーだが聖獣を持つマックスに嫉妬し、ドクターKに唆されて自分のベイブレードから自由に聖獣を出させることを約束に、マックスの母親が働くアメリカの研究所に保管されていた石版の盗みに加担する。

### スタッフ（2002）
- 原作 - 青木たかお
- キャラクター原案 - 水野祥司、青木たかお
- 監督 - 竹内啓雄
- 監督補 - 小林哲也 → 福島利規
- アニメーション監督 - 鄭雨英 → 金容瑄
- シリーズ構成 - 竹内啓雄、金相勲
- キャラクターデザイン - 長森佳容、鄭雨英 → 方承辰
- メカニックデザイン - 木村豪
- CG監督 - 川西泰二
- 美術監督 - 萩原正巳、李剛旭
- 撮影監督 - 張東熙
- 音響監督 - 早瀬博雪
- 音楽 - TOSS & TURN
- アニメーションプロデューサー - 斉藤広行、李銀美
- アニメーション制作協力 - シナジージャパン、Seoul Animation → SCM
- アニメーション制作 - 日本アニメディア
- プロデューサー - 崔鐘秀 → 松山進、池田慎一、青木真美子
- 製作 - テレビ東京、読売広告社、d-rights

### 主題歌（2002）
オープニングテーマ
「OFF THE CHAIN」　使用話数：第1話 - 第21話
作詞・作曲 - VERBAL、Giorgio / 編曲 - Giorgio、Cancemi / Vocal - TOSS & TURN
第一話とそれ以外では映像の細部が異なる。
「ジェット」　使用話数：第22話 - 最終話
作詞 - 森浩美、現王園崇 / 作曲 - AKIHIDE / 編曲 - FAIRY FORE&明石昌夫 / Vocal - FAIRY FORE

エンディングテーマ
「URBAN LOVE」　使用話数：第1話 - 第21話
作詞 - Shiori、Giorgio / 作曲・編曲 - Giorgio、Cancemi / Vocal - Shiori
「What's the answer?」　使用話数：第22話 - 最終話
作詞 - MASAYA & IGOR / 作曲・編曲 - MASAYA / Vocal - Retro G-Style
TBS系ドラマ『あなたの人生お運びします!』（2003年放送）では主題歌として使用された。
第22話と最終話とそれ以外では映像がそれぞれ異なる。

### 各話リスト（2002）
| 話数     | サブタイトル               | 脚本            | 絵コンテ        | 演出       | 作画監督              | 放送日        | 収録DVD&VHS                  |
| -------- | -------------------------- | --------------- | --------------- | ---------- | --------------------- | ------------- | ---------------------------- |
| 1 (52)   | 新たなる敵                 | 福嶋幸典        | 橋本光夫        | 小高義規   | 長森佳容              | 2002年 1月7日 | ブレーダープロジェクト Vol.1 |
| 2 (53)   | 謎のブレーダーハンターたち | 三浦浩児        | 小林哲也        | 小林哲也   | 佐野英敏              | 1月14日       | ブレーダープロジェクト Vol.1 |
| 3 (54)   | 見えない聖獣               | 三浦浩児        | 福島利規        | 園田雅裕   | 荒木英樹              | 1月21日       | ブレーダープロジェクト Vol.1 |
| 4 (55)   | 恐るべきIQブレーダー       | 福嶋幸典        | 小高義規        | 橋本光夫   | 丹羽恭利              | 1月28日       | ブレーダープロジェクト Vol.2 |
| 5 (56)   | よみがえる、カイ           | 三浦浩児        | 奥村吉昭        | 姜大竜     | 権允姫                | 2月4日        | ブレーダープロジェクト Vol.2 |
| 6 (57)   | 脅威のマグトラム           | 福嶋幸典        | 周詩人          | 鄭雨英     | 鄭雨英                | 2月11日       | ブレーダープロジェクト Vol.2 |
| 7 (58)   | 仕組まれた挑戦             | 三浦浩児        | 周詩人          | 福島利規   | 長森佳容              | 2月18日       | ブレーダープロジェクト Vol.3 |
| 8 (59)   | 復活!BBAチーム             | 福嶋幸典        | うえだひでひと  | 粟井重紀   | 佐野英敏              | 2月25日       | ブレーダープロジェクト Vol.3 |
| 9 (60)   | 密林のバトルスタジアム     | 三浦浩児        | 谷田部勝義      | 姜大竜     | 権允姫                | 3月4日        | ブレーダープロジェクト Vol.3 |
| 10 (61)  | 暗闇の激突                 | 福嶋幸典        | 小高義規        | 小高義規   | 丹羽恭利              | 3月11日       | ブレーダープロジェクト Vol.4 |
| 11 (62)  | 孤島の大決戦               | 福嶋幸典        | 小林一三        | 園田雅裕   | 荒木英樹              | 3月18日       | ブレーダープロジェクト Vol.4 |
| 12 (63)  | 吠えろ!ドランザー          | 三浦浩児        | 金容瑄          | 金容瑄     | 金容瑄                | 3月25日       | ブレーダープロジェクト Vol.4 |
| 13 (64)  | 掟やぶりのベイバトル       | 福嶋幸典        | 周詩人          | 橋本光夫   | 長森佳容              | 4月1日        | ブレーダープロジェクト Vol.5 |
| 14 (65)  | 作られた聖獣               | 三浦浩児        | 方承辰          | 方承辰     | 権允姫 徐正徳         | 4月8日        | ブレーダープロジェクト Vol.5 |
| 15 (66)  | 聖獣を見てみたい!          | 福嶋幸典        | 神戸守          | 神戸守     | 槇田一章              | 4月15日       | ブレーダープロジェクト Vol.5 |
| 16 (67)  | サイバーブレーダーの悲劇   | 三浦浩児        | 小林哲也        | 粟井重紀   | 服部益実              | 4月22日       | ブレーダープロジェクト Vol.6 |
| 17 (68)  | 宿命のプレリュード         | 福嶋幸典        | 小高義規        | 小高義規   | 石川哲也              | 4月29日       | ブレーダープロジェクト Vol.6 |
| 18 (69)  | 再会のケイン               | 福嶋幸典        | 金容瑄          | 金容瑄     | 金容瑄                | 5月6日        | ブレーダープロジェクト Vol.6 |
| 19 (70)  | それぞれの戦い             | 三浦浩児        | 神戸守          | 橋本光夫   | 長森佳容              | 5月13日       | ブレーダープロジェクト Vol.7 |
| 20 (71)  | 明日への決意               | 三浦浩児        | 金成范          | 金成范     | 徐正徳                | 5月20日       | ブレーダープロジェクト Vol.7 |
| 21 (72)  | バトルタワーの陰謀         | 福嶋幸典        | 橋本光夫        | 岡嶋国敏   | 村上勉                | 5月27日       | ブレーダープロジェクト Vol.7 |
| 22 (73)  | ドラシエルの危機           | 福嶋幸典        | 神戸守          | 神戸守     | 槇田一章              | 6月10日       | ブレーダープロジェクト Vol.8 |
| 23 (74)  | 約束のバトルフィールド     | 三浦浩児        | 金容瑄          | 金容瑄     | 金容瑄                | 6月17日       | ブレーダープロジェクト Vol.8 |
| 24 (75)  | 霧の中の幻                 | 長田敏靖        | 橋本光夫        | 橋本光夫   | 石川哲也              | 6月24日       | ブレーダープロジェクト Vol.8 |
| 25 (76)  | 電撃聖獣NO.4               | 長田敏靖        | うえだひでひと  | 粟井重紀   | 服部益実              | 7月1日        | ブレーダープロジェクト Vol.9 |
| 26 (77)  | 戦慄のサイバー             | 長田敏靖        | 神戸守          | 小高義規   | 長森佳容              | 7月8日        | ブレーダープロジェクト Vol.9 |
| 27 (78)  | 暴走タワーの最期           | 長田敏靖 孫祥喜 | 金成范          | 金成范     | 田得成                | 7月15日       | ブレーダープロジェクト Vol.9 |
| 28 (79)  | ニューヨーク 謎の石版      | 三浦浩児        | 小高義規        | 神戸守     | HOHII                 | 7月22日       | ビクトリーBB Vol.1           |
| 29 (80)  | マックス 友の叫び          | 三浦浩児 孫祥喜 | 金容瑄          | 楠田悟     | 我妻宏                | 7月29日       | ビクトリーBB Vol.1           |
| 30 (81)  | よみがえる石版の力         | 福嶋幸典        | 御神崎海        | 橋本光夫   | 丹羽恭利              | 8月5日        | ビクトリーBB Vol.1           |
| 31 (82)  | 石版聖獣襲撃!              | 長田敏靖        | 粟井重紀        | 粟井重紀   | 北村友幸 重松晋一     | 8月12日       | ビクトリーBB Vol.2           |
| 32 (83)  | 忘れかけた魂               | 三浦浩児        | 神戸守          | 小高義規   | 長森佳容              | 8月19日       | ビクトリーBB Vol.2           |
| 33 (84)  | セント・シールズ           | 福嶋幸典        | 金成范          | 金成范     | 田得成                | 8月26日       | ビクトリーBB Vol.2           |
| 34 (85)  | 物陰からスパイダー         | 長田敏靖        | 平尾美穂        | 関田修     | HOHII 宇田川一彦      | 9月2日        | ビクトリーBB Vol.3           |
| 35 (86)  | 姿なき刺客                 | 三浦浩児 孫祥喜 | 金容瑄          | 金容瑄     | 我妻宏                | 9月9日        | ビクトリーBB Vol.3           |
| 36 (87)  | マックスとマリアム         | 福嶋幸典        | うえだひでひと  | 粟井重紀   | 荒木英樹              | 9月16日       | ビクトリーBB Vol.3           |
| 37 (88)  | 戦場の遊園地               | 長田敏靖 孫祥喜 | 中村憲由        | 橋本みつお | 丹羽恭利              | 9月23日       | ビクトリーBB Vol.4           |
| 38 (89)  | 因縁のスパークバトル       | 三浦浩児 孫祥喜 | 金成范          | 金成范     | 田得成                | 9月30日       | ビクトリーBB Vol.4           |
| 39 (90)  | 絆とプライド               | 福嶋幸典        | 橋本みつお      | 小高義規   | 長森佳容              | 10月7日       | ビクトリーBB Vol.4           |
| 40 (91)  | 友情の証                   | 長田敏靖 孫祥喜 | 小林一三        | 粟井重紀   | 北村友幸 重松しんいち | 10月14日      | ビクトリーBB Vol.5           |
| 41 (92)  | 突然のサヨナラ…            | 三浦浩児        | 中村憲由        | 関田修     | 宇田川一彦            | 10月21日      | ビクトリーBB Vol.5           |
| 42 (93)  | 悪のパーツ狩り             | 福嶋幸典 孫祥喜 | 金容瑄          | 金容瑄     | 我妻宏                | 10月28日      | ビクトリーBB Vol.5           |
| 43 (94)  | カイのリベンジバトル       | 長田敏靖 孫祥喜 | 奥村吉昭 金成范 | 橋本みつお | 丹羽恭利              | 11月4日       | ビクトリーBB Vol.6           |
| 44 (95)  | 波乱の世界戦前夜           | 三浦浩児 孫祥喜 | 金成范          | 金成范     | 徐正徳 田得成         | 11月11日      | ビクトリーBB Vol.6           |
| 45 (96)  | 開幕!ゼオVSオズマ          | 福嶋幸典        | 小高義規        | 小高義規   | 長森佳容              | 11月18日      | ビクトリーBB Vol.6           |
| 46 (97)  | 黒と白の魔の手             | 長田敏靖 孫祥喜 | うえだひでひと  | 粟井重紀   | 北村友幸 重松しんいち | 11月25日      | ビクトリーBB Vol.7           |
| 47 (98)  | 解き放たれた悪意           | 三浦浩児        | 中村憲由        | 関田修     | 宇田川一彦            | 12月2日       | ビクトリーBB Vol.7           |
| 48 (99)  | 激震のバトルノイズ         | 福嶋幸典 孫祥喜 | 金容瑄          | 佐々木勝利 | 我妻宏                | 12月9日       | ビクトリーBB Vol.7           |
| 49 (100) | タカオVSカイ 友情の戦い    | 福嶋幸典        | 奥村吉昭        | 橋本みつお | 丹羽恭利              | 12月16日      | ビクトリーBB Vol.8           |
| 50 (101) | 史上最大の決勝戦           | 長田敏靖 孫祥喜 | 小高義規 金容瑄 | 粟井重紀   | 荒木英樹              | 12月23日      | ビクトリーBB Vol.8           |
| 51 (102) | 宿命のラストバトル         | 三浦浩児        | 竹内啓雄        | 小高義規   | 長森佳容              | 12月30日      | ビクトリーBB Vol.8           |

## 爆転シュート ベイブレード THE MOVIE 激闘!!タカオVS大地
2002年8月17日に公開。テレビアニメ本編とはパラレルワールドとなっており、原作の時系列に沿っている。また、『Gレボリューション』に先駆けて原作外伝の主人公「皇大地」が初登場した作品。

### 映画にのみ登場するキャラクター

#### 闇の四聖獣の子供たち
元はベイブレードを知らない普通の子供たちだったが、天外先生と共に九州の石島諸島・鬼石島にあるパパラ遺跡に課外授業で訪れた際に、遺跡に封じられていた闇の四聖獣に操られて、性格・容姿と共に変貌する。
藤村ヒロシ
声 - 横山智佐
使用ベイ（闇聖獣）：ダークドラグーン（青龍）
闇の四聖獣の子供たちのリーダー的存在。漫画版ではフルネームが表示されており、ブレーダーとして九州大会にて決勝戦まで上るが、特別参加のタカオとのバトルには敗北している。
アヤカ
声 - 竹内実生
使用ベイ（闇聖獣）：ダークドランザー（朱雀）
闇の四聖獣の子供たちの紅一点。
シンゴ
声 - 手塚ちはる
使用ベイ（闇聖獣）：ダークドライガー（白虎）
サトル
声 - 橘U子
使用ベイ（闇聖獣）：ダークドラシエル（玄武）

#### その他の映画版の登場人物
皇大悟郎
声 - 石井康嗣
皇大地の父親。映像作品で唯一登場している。
天外先生
声 - 大川透
ヒロシたちの先生。彼らと共にパパラ遺跡に調査に訪れるも、封印から目覚めた闇の四聖獣たちにヒロシたちを乗っ取られるのを目の当たりにする。
ケイコの母
声 - 岡本嘉子
ケイコ先生の母親。九州・石島諸島の神石島に住む。娘と対照的に豪快な性格。

### スタッフ（映画）
- 製作：山本哲也、亀井修、奥出信行、鳥谷能成、木谷高明、内山晴一郎、上村貴広
- 原作：青木たかお
- 脚本：竹内啓雄、福嶋幸典、三浦浩児
- 絵コンテ：鈴木卓夫、小林哲也、藤森カズマ
- チーフ演出：鈴木卓夫
- 演出：福島利規、いまざきいつき
- 音楽：GIORGIO CANCEMI、島田充
- キャラクターデザイン：長森佳容
- メカデザイン：木村豪
- 作画監督：華房泰堂、小丸敏之、牧内ももこ
- 動画検査：森亜紀子、藤野京子、佐藤敏明
- 美術監督：中村隆
- メインキャラクターコンセプトカラー：中野倫明
- 色彩設計：佐々木雅人
- デジタル撮影チーフ：外山浩、広瀬理
- CG監督：木船徳光
- 音響制作：音響映像システム
- 音響監督：早瀬博雪
- 編集：小野寺桂子
- 制作デスク：桜井涼介、中條元史、近藤力
- 制作進行：古平智久、妹尾和臣、吉田博紀、渡会里恵
- 制作応援：岡崎稔、阿部勇、森亜紀子、鈴木一功、河邊直也、大橋朝子、大野嘉代子
- アシスタントプロデューサー：青木真美子、古瀬和也、斉藤広行
- アニメーションプロデューサー：本橋寿一、早船健一郎
- 制作協力：佐上靖之、黒木健一、鈴木寿伸、前田典秋
- アソシエイトプロデューサー：鈴木大三、油井卓也、久保弥、瀬田一彦、大高寛之、小玉能万、安中剛
- アニメーション制作協力：ノーサイド、シナジージャパン
- アニメーション制作：日本アニメディア
- プロデューサー：村上孝雄、西村浩哉
- エグゼクティブプロデューサー：板橋徹、真下修、久保雅一
- 監督：やすみ哲夫
- 総監督：竹内啓雄
- 制作：ディーライツ
- 製作：劇場版ベイブレード製作委員会（ディーライツ、小学館、タカラ、読売広告社、東宝、ブロッコリー）

### 主題歌（映画）
オープニングテーマ
「ビクトリア」
作詞：松木悠 / 作曲・編曲：MASAKI
Vocal - ダイナマイトSHU（真崎修）
エンディングテーマ
「ポロポロ」
作詞・作曲：おのまきこ / 編曲：ババダイスケ
Vocal - 花*花

## 爆転シュート ベイブレード Gレボリューション
『2002』の続編として放送されたシリーズ第3作にして、シリーズ完結編。『2002』で「ベイバトル」世界大会で2連覇を成し遂げたタカオのその後のストーリーである。アニメーション制作は『2002』に引き続き日本アニメディア。原作外伝と映画に登場した「皇大地」が登場する。最終回では第1期と『2002』を含むこれまでのキャラクターのその後の姿が描かれた。

### 爆転シュート ベイブレード Gレボリューションのキャラクター

#### BBAレボリューション
第三回世界大会の日本代表チーム。
木ノ宮タカオ
#日本チーム（BBAチーム・Gレボリューションズ）参照。
キョウジュ
#日本チーム（BBAチーム・Gレボリューションズ）参照。
皇大地（すめらぎ だいち）
声 - 永澤菜教
使用ベイ（聖獣）：ガイアドラグーン（黄龍） → ガイアドラグーンV（バースト） → ガイアドラグーンG（グレート） → ガイアドラグーンMS（メタルスパイク）
「ガイアドラグーン」とその進化系ベイブレードを操る少年。元々原作では『爆転シュート外伝 ベイブレード大地』の主人公だったが、ゲーム版でも大半は主人公を務めている。
茶色がかかった濃い赤い髪を跳ね上がらせた短髪と額の大きな傷が特徴。
基本的にはどのシリーズでも木ノ宮タカオとは他人なのだが、ゲームボーイカラー版のみタカオのいとこ（タカオの母親の妹の息子）という彼と血縁関係がある設定であった。
タカオに勝利すべく日本中を旅する野生児。当初はがむしゃらに戦うだけであったが、様々な人々との出会いを経て、ブレーダーについて色々と学んでいく。斧のような形をした特殊なシューターを使う。性格は自由奔放であり時として他者と衝突することもあるが、良きを受け入れ悪しきに怒り、過ちを反省する素直さを持っている。
『2002』では劇場版のみに登場しているが、TVアニメでは『Gレボリューション』で初登場。タカオたち4人に比べると実力は劣っているものの、リックを上回るほどのパワーを持つブレーダー。しかしその奔放さ故に自分勝手で図々しい態度を取っていたことから、タカオとの衝突が絶えず、カイの辞退により世界大会の正規メンバーに選ばれるも、当初は仲間として認めてもらえなかった。しかし、次第に自分なりに仲間との連携について学ぶようになる。大会の中盤になって、ようやくタカオとも分かり合えるようになり、ほとんど無敗と言ってもいいほどの成績を残している。また、1度敗れたユーリは彼の実力を認める発言をし、タカオばかりに注目が集まる中で彼にリベンジすることに拘っていた。ヒロミのことを「おばさん」、「おばはん」などと呼んでおり、彼女の怒りを買って制裁を食らうこともしばしばあった。
BEGAとの戦いでは、Gレボリューションズの一員としてジャスティス5戦に参戦。ミンミンのヴィーナスと激闘を繰り広げたが、チームの中で唯一完敗を喫してしまう。ミンミンのことを「ちゃらちゃらした歌のねーちゃん」だと思っており、ベイブレードに無関係な歌を持ち込むミンミンに激高するが、対戦後は立派なブレーダーと認め、再戦を誓う。
立花ヒロミ
#主要キャラクター参照。
木ノ宮仁（きのみや ひとし） / 疾風のジン（しっぷうのジン）
声 - 浪川大輔
使用ベイ：メタルドライガー
タカオの兄であり、タカオにベイブレードを最初に教えた人物。髪型はタカオに少し似ているが色はタカオよりやや紫がかかった青色である。原作では序盤から登場したがアニメでは『Gレボリューション』から登場している。良く公園にいるらしい。大転寺会長から要請を受け、BBAレボリューションの監督を務める。日本での予選まではタカオの実力を試すため、変装して「疾風のジン」と名乗り、忍者のような姿でタカオたちの前に現れ、勝負を挑んでいた。レイを破るほどの実力。世界大会が終了した後はベイブレードのさらなる発展とタカオの成長を促すために、あえてBEGAのコーチになるという悪役を買い、ブルックリンを指導する。ガーランドによると、ジャスティス5の結果などは全て計算済みだったようだが、ブルックリンの暴走までは予想しておらず、止めようとしていた。メタルドライガーはBEGAに移籍してから使うことは無かった。最終回では自分の想像を越えたタカオとブルックリンの成長を見届けて自身の敗北を認め去った。エンディングカットではどこかの国で子供たちにベイブレードを教えている。

#### 白虎（バイフーズ）
第三回世界大会の中国代表チーム。
レイ（金李）
#日本チーム（BBAチーム・Gレボリューションズ）参照。
チェン・ライ
#中国チーム（白虎族）参照。
チェン・マオ
#中国チーム（白虎族）参照。
ガオウ
#中国チーム（白虎族）参照。
キキ
#中国チーム（白虎族）参照。
老師タオ
#中国チーム（白虎族）参照。

#### PPBオールスターズ
第三回世界大会のアメリカ代表チーム。
水原マックス
#日本チーム（BBAチーム・Gレボリューションズ）参照。
リック・アンダーソン
声 - 室園丈裕
使用ベイ（聖獣）：ロックバイソン（バイソン）
『Gレボリューション』に初登場。髪は銀色で束ねてオールバックにしている。元はスラム街で野戦バトルをしていたストリート・ブレーダーであったが、マイケルたちを大きく上回るほどの生粋のブレーダーとしてのセンスに優れていたことから、PPBオールスターズのメンバーとしてスカウトされた。いつもラジカセを携帯しており、自己中心派である。普段からスラム街でバトルをしているために、実戦経験は非常に豊富である。世界大会で1、2を争うパワーの持ち主だが、スタジアムの仕掛けを上手く利用しユーリを破るなど策略家な一面も持つ。同じパワータイプの大地とは一緒に寝るなど仲は悪くない様子。ジャスティス5では、防御スタイルを捨てようと焦るマックスに「これまでのお前自身を否定することになる」と話し、ドラシエルを信じるように促した。マイケルやライとの喧嘩では「牛」と呼ばれていた。
マイケル・ソマーズ
#アメリカチーム（PPBチーム）参照。
エディ・スミス
#アメリカチーム（PPBチーム）参照。
エミリー・ワトソン
#アメリカチーム（PPBチーム）参照。
水原シュディ
#アメリカチーム（PPBチーム）参照。

#### ネオボーグ
第三回世界大会のロシア代表チーム。
火渡カイ
#日本チーム（BBAチーム・Gレボリューションズ）参照。
ユーリ・イヴァーノフ
#ロシアチーム（ボーグ）参照。
ボリス・クズネツォーフ
#ロシアチーム（ボーグ）参照。
セルゲイ
#ロシアチーム（ボーグ）参照。

#### バルテズソルダ
第三回世界大会のヨーロッパ代表チーム。監督のバルテスの命令で不本意ながら卑怯な手を使って、優勝候補と呼ばれていたユーロチームを倒し、予選を勝ち抜いてきた。本選でも初戦のPPBオールスターズとの試合で、わざとクロードを負傷させた上で負けることで観客のPPBオールスターズへの印象を最悪にし、バイフーズとの試合ではベイブレードに刃物を仕込むという卑怯な手を使ってライとレイを撃破。だが、第3戦のBBAレボリューションとの試合でタカオに戒められてからバルテズに謀反、正々堂々とバトルするようになった。
しかし、その後のネオボーグ、Fサングレとの試合では全くいい所を見せられず、全てストレート負けを喫している。ネオボーグに敗れた時点ですでにリーグ最下位が確定しており、Fサングレとの試合は消化試合、さらにFサングレがあえて苦手な個人戦で挑んできたにも拘らずストレート負けを喫するという結果に終わっている。それでも自分たちの意志で正々堂々と戦い抜いた彼らは充実した表情を見せていた。
ミハエル・カーン
声 - 結城比呂
使用ベイ（聖獣）：デスガーゴイル（ガーゴイル）
バルテズソルダのリーダーで、非常に仲間思い。髪型は薄い黄色と銀を跳ね上がらせている。キョウジュやエミリーとヘヴィメタルシステムの開発に貢献していたことから、研究者としての才能も持ち合わせているようである。必殺技を使用すると背中からガーゴイルの羽が現れる。
クロード・デュガリー
声 - 笹沼晃
使用ベイ（聖獣）：キラーイーグル（鷲）
バルテズソルダのメンバー。PPBオールスターズとの試合でバルテスの命令でわざと負傷する。灰色のかかった短髪が特徴。ミハエルがメンバーから外されたとき、彼に自分に代わって本当のバトルをするように促した。必殺技を使用すると背中から鷲の羽が現れる。
マチルダ・アンシェローニ
声 - 今野宏美
使用ベイ（聖獣）：ピアスヘッジホッグ（ハリネズミ）
バルテズソルダの紅一点。ピンク色のボブヘアで2本のアホ毛があり、ゴーグルをかけているのが特徴。必殺技を使うと使用ベイとは関係なく背中から輝く羽が現れる。
大地とのバトルではバルテズの策略でやむなくベイを破壊し、ガイアドラグーンを傷つけさせられた。Fサングレとの試合では、チームメイトの計らいで彼らのベイのパーツを組み合わせて作ったベイで戦った。ラウルに敗れるが、「最後はとても楽しかった」と語っている。
アーロン
声 - 石川和之
使用ベイ（聖獣）：ラッシングボア（イノシシ）
バルテズソルダのメンバー。肌は褐色で髪は黒いドレッドヘア。ネオボーグ戦でバルテズに粘着性の糸が出る仕掛けを施されたベイを使うよう命令されるが、ミハエルの決意に心を動かされ、彼に続いてバルテズに謀反する。正々堂々普通のベイを使いユーリに敗れる。
ジャンポール・バルテズ
声 - 上別府仁資
セコイ手を使わせた監督で、選手に厳しい体罰も与える。実はヴォルコフの手下であり、ミハエルたちを優勝させてBEGAリーグに迎え入れる策略だったが、彼らに謀反され失敗に終わる。

#### Fサングレ（エフェサングレ）
第三回世界大会のスペイン代表チーム。大道芸人の双子。ラウルとジュリアのコンビネーションは超一流であり、観客の声援でベイブレードのパワーを上昇させることができる。
前半のネオボーグ、PPBオールスターズとの試合では個人戦しか認められていなかったために本来の実力を発揮できず、全く良い所を見せられずにストレート負けを喫したものの、監督のロメロの機転によりチームバトルが認められるようになってから本来の実力を発揮し、持ち前のコンビネーションでBBAレボリューション、バイフーズを撃破。最終戦のバルテズソルダとの試合は負ければ決勝進出が消える大一番だったが、ラウルの「僕自身の力を試したい」という強い希望によりあえて苦手な個人戦で挑み、これもストレート勝ち。決勝進出決定戦まで勝ち進んだ。決勝進出決定戦では得意のチームバトルでBBAレボリューションと互角に渡り合うが、後一歩の所で敗北した。
ジュリア・フェルナンデス
声 - 渡辺久美子
使用ベイ（聖獣）：サンダーペガサス（ペガサス）
ラウルの双子の姉。男勝りの強気の性格で、橙と茶色のツートンのロングヘアが特徴。非常に弟想いであるが故にバイフーズのマオから「必要以上に弟さんに干渉するのもどうなのか」と苦言を呈された。熱くなりやすく、弟のラウルに諫められることもある。
ラウル・フェルナンデス
声 - 木村亜希子
使用ベイ（聖獣）：フレイムペガサス（ペガサス）
ジュリアの双子の弟。姉とは反対に内気かつ心優しい性格で、髪型は赤と茶色のツートンのショートである。頭に血が上りやすいジュリアを上手くサポートしている。
チームバトルでしか戦えない自分に焦り、大一番で個人戦を申し出る。一度は自信喪失仕掛けるが、ジュリアから助言をもらい、観客の声援を味方につけマチルダを撃破する。
ロメロ
声 - 竹本英史
使用ベイ：ラビアンローズ（薔薇）
Fサングレの監督でジュリアとラウルと同じサーカス団の出身。髪型はウェーブのかかった金髪を束ねている。自らもベイブレーダーでカイを追い詰めるほどの使い手である。カイがドランザーMS（メタルスパイラル）を使いこなせるようになるのに協力した。釣りが好きらしい。

#### BEGA（ベガ）
ヴォルコフの創設したプロ・ブレーダーの育成を目的とした機関。その中でも最も実力のあるブルックリンたち5人は、それぞれのセンスを最大限に生かしたバトルスタイルで戦い、その方針はPPBオールスターズと似通った部分がある。また、使用するベイブレードはギリシャ神話やローマ神話に登場するの神の名を持っており、ヴォルコフの技術で生み出されたものである。
ブルックリン
声 - 保志総一朗
使用ベイ（聖獣）：ゼウス（ゼウス）
BEGAの秘密兵器と称されるベイブレーダー。BEGAに所属していながらベイブレードに対して消極的で、練習試合にはほとんど顔を出さず屋外で小鳥や虫を愛でている一見温和な少年。しかし、一度も練習したことがないにもかかわらず、一度見ただけで相手の技を真似て返したり、仁の助言にアレンジを加えて強化してしまうなど天性の才能を持ち合わせており、その圧倒的な実力からヴォルコフからも放任されていた。そのためブレーダーランクは98位と低く、周囲からもあまり認知されていない。また必然的に己が勝利してしまうため、バトル中の態度は放漫で相手から不興を買うことが多く、そのバトルは努力してきた者からすれば「地獄」とガーランドに言われている。一度はカイを圧倒的な実力差で打ち負かすも、JUSTICE5の第4試合で不屈の闘志を見せたカイに敗れ、初めての敗北を受け入れられず錯乱してしまう。天才故に孤独で荒んでいた心が剥き出しになったまま、仁の誘導でJUSTICE5最終試合に出場しタカオと対戦することとなる。最終試合ではゼウスにより心象風景が会場を浸食し、建物ごと破壊、ブラックホールまで生み出すなど凄まじい力を見せるも、激闘を繰り広げた末タカオの問いかけにより心の闇を解き払った。劇中では勝敗は曖昧なままになっているが、公式サイトではタカオが勝ったことになっている。
ガーランド・ツェットバルト
声 - 神谷浩史
使用ベイ（聖獣）：アポロン（アポロン）
一族全員が一流のスポーツマンであるツェットバルト家の末っ子。真面目な性格で、薄い藍色の腿まで届く長髪を束ねているのが特徴。圧倒的な力でセルゲイ、ボリス、ユーリを破り、ユーリを意識不明に追い込み、代表決定戦に向けての練習試合ではカイと引き分けている。スポーツで成功した兄3人と姉2人がいて、彼らに続いてベイブレードでプロを目指す。カンフー技も使うようで、よく「アチョー！」などの掛け声をするため、大地からアチョー野郎と呼ばれていた。家の名誉のためにツェットバルト家の家訓に基づいた戦法でタカオと戦うも、マニュアル通りの戦いしかできないことをタカオに戒められ、彼に破れる。タカオの影響でベイを楽しむ心を知るが、ブルックリンの天才ゆえの孤独に気づけず、仲間でありながら何もしてやれなかったことを悔い、最終回によるとなんらかの形で交流しているようである。
ミンミン
声 - 平野綾
使用ベイ（聖獣）：ヴィーナス（ヴィーナス）
BEGAのイメージガールを務める人気アイドルであると同時に、BEGA所属のプロベイブレーダー第一号の少女。アイドルの時は幼く愛らしいが、ブレーダーの時は気の強い大人びた姿になるという外見と内面の両方に二面性を持っている。小悪魔的な振る舞いや挑発的な発言に加え、ベイブレードを「お洒落でスマートな一大スポーツエンターテインメント」と謳うスタイルで誤解を受けやすいが、ベイブレードにもアイドル活動にも本気で愛を注いでおり、それを否定されることを決してよしとしない。JUSTICE5では第1試合で大地と対戦し勝利する。本編終盤、アイドル活動の継続を盾にヴォルコフから闇討ちを命じられ已むなく実行しようとするも、大地の「がっかりさせるな」という言葉に断念。BEGA崩壊後も無事にアイドル活動を継続している。
モーゼス
声 - 高塚正也
使用ベイ（聖獣）：ギガース（ギガース）
体は大きく、力も強い反面涙もろい。褐色肌にスキンヘッドで顔の半分に模様が描かれている。妹の病気を治すために金を必要としており、ヴォルコフによってBEGAに迎え入れられたことで彼に恩義を感じている。タカオとの勝負で敗北こそするものの、ドラグーンGターボのアタックリングを破壊する実力を見せ付け、その時に見せたベイ魂はタカオにも認められた。JUSTICE5ではレイと対戦、終始押されながらも偶然に近いドライガーのスタジアムアウトにより勝利を手にした。しかし、勝負が決した瞬間モーゼスのベイは粉々に砕け散ったのに対し、レイのベイは回り続けていたためモーゼスは自分の勝利を受け入れられずにいた。レイが自分の敗北を認めモーゼスを諭したことで、2人は再戦を約束している。
その後はヴォルコフの命令でミンミンと共にタカオの家に襲撃をかけるが、良心の呵責に耐えきれず崩れ落ちてしまう。そして自身を許してくれたタカオと和解し、駆けつけたガーランドに連れられて撤退した。
ミステル
声 - 宮田幸季
使用ベイ（聖獣）：ポセイドン（ポセイドン）
煌びやかな装いの少年で、普段は目元を覆う仮面で素顔を隠している。白虎族のもとを訪れた際にマオに“魔法使い”、キキからは“鳥”と例えられたほど身軽で、人間離れした身体能力を持っている。つかみどころがなく、ひとりでいる時間を好む傾向があるが、人当たりは良く誰に対しても無邪気に接する。ベイバトルではパチンコ型のシューターを使用。変則的な攻撃スタイルで相手を翻弄する。JUSTICE5では第3試合でマックスと対戦し引き分けた。
ウラジミール・ヴォルコフ
#ロシアチーム（ボーグ）参照。

#### その他のキャラクター（Gレボリューション）
じっちゃん（木ノ宮龍之介）
#周りの大人たち参照。
大転寺会長
#周りの大人たち参照。
ブレーダーDJ
#周りの大人たち参照。
マックスの父（水原太郎）
#周りの大人たち参照。
ラルフ・ユルゲンス
#ユーロチーム参照。
ジョニー・マクレガー
#ユーロチーム参照。
モニカ
声 - 広橋涼
モーゼスの妹。病弱で、その治療費をヴォルコフから出資された。
十文字ヒカル
使用ベイ：スパイクリザード
『Gレボリューション』最終話に1カットのみ登場。使用ベイは登場しない。
原作外伝の登場人物で、どこか飄々とした今風の少年。ローラーブレードを使用している。
獅子剣之助
使用ベイ：ガーディアンドライガー
『Gレボリューション』最終話に1カットのみ登場。使用ベイは登場しない。
原作外伝の登場人物で、侍のような格好をしたブレーダー。一人称は「拙者」で、腰には刀型のシューターを差している。
獅子天丸
使用ベイ：サンダードラゴン
『Gレボリューション』最終話に1カットのみ登場。使用ベイは登場しない。
原作外伝の登場人物で、獅子剣之助の弟。

### スタッフ（Gレボリューション）
- 企画：岩田圭介 → 松山進（テレビ東京）、西村浩哉、金載英
- 原作 - 青木たかお
- キャラクター原案 - 水野祥司、青木たかお
- 監督 - 橋本みつお
- 監督補 - 平尾美穂
- アニメーション監督 - 安珍模
- シリーズ構成 - 長谷川勝己、金相勲
- キャラクターデザイン - 長森佳容、方承辰
- メカニックデザイン - 木村豪
- CG監督 - 川西泰二、羅恩営
- 美術監督 - 萩原正巳、李剛旭
- 撮影監督 - 張東熙
- 編集 - 小野寺佳子、梁恩貞
- 音響監督 - 早瀬博雪
- 音楽 - 高梨康治
- アソシエイトプロデューサー - 本橋寿一、張元鳳
- アニメーションプロデューサー - 田中敦、李銀美
- プロデューサー - 松山進 → 青木俊志（テレビ東京）、池田慎一、青木真美子
- アニメーション制作協力 - シナジージャパン、Heewon Entertainment、SONOKONG
- アニメーション制作 - 日本アニメディア
- 製作 - テレビ東京、読売広告社、d-rights

### 主題歌（Gレボリューション）
オープニングテーマ
「僕らの時代へ -go ahead-」　使用話数：第1話 - 第31話
作詞 - うらん / 作曲・編曲 - MASAKI / Vocal - 木ノ宮タカオ（くまいもとこ）
「Identified」　使用話数：第32話 - 最終話
作詞 - 渡辺美佳 / 作曲 - 池田智宣 / 編曲 - TATOO / Vocal - Springs
※オープニング映像のテロップでは、曲名が「indentified」になっている。

エンディングテーマ
「OH YES!!」　使用話数：第1話 - 第17話
作詞 - うらん / 作曲・編曲 - 大久保薫 / Vocal - SISTA with YUKA
「風の吹く場所」　使用話数：第18話 - 第31話、最終話
作詞 - 茉樹代 / 作曲・編曲 - YOHEY TSUKASAKI / Vocal - 茉樹代
「Sign of Wish」　使用話数：第32話 - 最終話
作詞 - オオヤギヒロオ、河合紳一 / 作曲 - オオヤギヒロオ / 編曲 - YOHEY TSUKASAKI / Vocal - 茉樹代

### 各話リスト（Gレボリューション）
| 話数     | サブタイトル              | 脚本                         | 絵コンテ   | 演出       | 作画監督          | 放送日        | 収録DVD&VHS |
| -------- | ------------------------- | ---------------------------- | ---------- | ---------- | ----------------- | ------------- | ----------- |
| 1 (103)  | タカオ、勝負だ!           | 長谷川勝己                   | 橋本みつお | 関田修     | 小丸敏之          | 2003年 1月6日 | Vol.1       |
| 2 (104)  | 友達じゃねえ!             | 山田美穂子 長谷川勝己 孫祥喜 | 金成范     | 金成范     | 徐正徳            | 1月13日       | Vol.1       |
| 3 (105)  | オレには勝てん            | 植竹須美男                   | 周詩人     | 関田修     | 丹羽恭利          | 1月20日       | Vol.1       |
| 4 (106)  | オレの道はオレが決める    | 高山治郎                     | 小高義規   | 小高義規   | 長森佳容 石川哲也 | 1月27日       | Vol.2       |
| 5 (107)  | 100年早いぜ!              | あみやまさはる               | 金亨一     | 金亨一     | 金亨一            | 2月3日        | Vol.2       |
| 6 (108)  | カイしかいねえ!           | 長谷川勝己                   | 中村憲由   | 福島利規   | 小丸敏之          | 2月10日       | Vol.2       |
| 7 (109)  | オマエしだいだ            | 山田美穂子 孫祥喜            | 金成范     | 金成范     | 徐正徳            | 2月17日       | Vol.3       |
| 8 (110)  | 合宿じゃねえ!             | 植竹須美男 孫祥喜            | 金亨一     | 金亨一     | 金亨一            | 2月24日       | Vol.3       |
| 9 (111)  | 1＋1は無限大だぜ!         | あみやまさはる               | 周詩人     | 関田修     | 丹羽恭利          | 3月3日        | Vol.3       |
| 10 (112) | まとめてきやがれ!         | 長谷川勝己 孫祥喜            | 金亨一     | 金亨一     | 金亨一            | 3月10日       | Vol.4       |
| 11 (113) | オレが悪いんじゃねえ!     | 高山次郎                     | 井草かほる | 小高義規   | 長森佳容          | 3月17日       | Vol.4       |
| 12 (114) | 逆転劇の幕開けだ          | 植竹須美男 孫祥喜            | 金成范     | 金成范     | 徐正徳            | 3月24日       | Vol.4       |
| 13 (115) | キョウジュはキョウジュだ! | 山田美穂子 長谷川勝己        | 中村憲由   | 関田修     | 小丸敏之          | 3月31日       | Vol.5       |
| 14 (116) | オレにやらせろ!           | 長谷川勝己 孫祥喜            | 金成范     | 金成范     | 徐正徳            | 4月7日        | Vol.5       |
| 15 (117) | パートナーだろ!?          | あみやまさはる 孫祥喜        | 金亨一     | 金亨一     | 金亨一            | 4月14日       | Vol.5       |
| 16 (118) | 邪魔するな!               | 高山治郎                     | 佐々木勝利 | 関田修     | 丹羽恭利          | 4月21日       | Vol.6       |
| 17 (119) | 気をつけろ、大地          | 植竹須美男 孫祥喜            | 金鎮九     | 金成范     | 徐正徳            | 4月28日       | Vol.6       |
| 18 (120) | いい顔してるね!           | 山田美穂子 長谷川勝己        | 小高義規   | 小高義規   | 長森佳容          | 5月5日        | Vol.6       |
| 19 (121) | NOーーーッ!!              | 高山治郎                     | 奥村吉昭   | 関田修     | 小丸敏之          | 5月12日       | Vol.7       |
| 20 (122) | 負けるなよ…タカオ         | 長谷川勝己 孫祥喜            | 金鎮九     | 金成范     | 徐正徳            | 5月19日       | Vol.7       |
| 21 (123) | ダサダサだぜ!             | あみやまさはる 孫祥喜        | 金亨一     | 金亨一     | 金亨一            | 5月26日       | Vol.7       |
| 22 (124) | アンタなら勝てる!         | 山田美穂子 孫祥喜            | 金鎮九     | 金成范     | 徐正徳            | 6月2日        | Vol.8       |
| 23 (125) | まだだ…!                  | 植竹須美男                   | 小高義規   | 関田修     | 丹羽恭利          | 6月9日        | Vol.8       |
| 24 (126) | パワー全開だ!!            | 高山治郎                     | 奥村吉昭   | 小高義規   | 長森佳容          | 6月16日       | Vol.8       |
| 25 (127) | GOーーーッ!!              | 長谷川勝己                   | 周詩人     | 小高義規   | 小丸敏之          | 6月23日       | Vol.9       |
| 26 (128) | よっしゃー!               | あみやまさはる 孫祥喜        | 金亨一     | 金亨一     | 金亨一            | 6月30日       | Vol.9       |
| 27 (129) | 最高に面白いぞ!           | 植竹須美男                   | 奥村吉昭   | 井草かほる | 宇田川一彦        | 7月7日        | Vol.9       |
| 28 (130) | まだかよ!                 | 高山治郎 孫祥喜              | 金鎮九     | 金成范     | 徐正徳            | 7月14日       | Vol.10      |
| 29 (131) | オレならここだ            | 長谷川勝己                   | 周詩人     | 関田修     | 丹羽恭利          | 7月21日       | Vol.10      |
| 30 (132) | 終わりじゃねえ!!          | 長谷川勝己                   | 橋本みつお | 小高義規   | 長森佳容          | 7月28日       | Vol.10      |
| 31 (133) | じゃあな!                 | 山田美穂子 孫祥喜            | 金亨一     | 金亨一     | 金亨一            | 8月4日        | Vol.11      |
| 32 (134) | わけわかんねえ!!          | 長谷川勝己                   | 周詩人     | 三木俊明   | 小丸敏之          | 8月11日       | Vol.11      |
| 33 (135) | あやまれ!!                | 山田美穂子 孫祥喜            | 金成范     | 金鎮九     | 徐正徳            | 8月18日       | Vol.11      |
| 34 (136) | キミの名は…               | あみやまさはる 孫祥喜        | 金亨一     | 金亨一     | 金亨一            | 8月25日       | Vol.12      |
| 35 (137) | おまえに会えてよかったぜ  | 高山治郎                     | 奥村吉昭   | 関田修     | 丹羽恭利          | 9月1日        | Vol.12      |
| 36 (138) | ふざけるな!               | 長谷川勝己 孫祥喜            | 金成范     | 金鎮九     | 徐正徳            | 9月8日        | Vol.12      |
| 37 (139) | 1000%だ!                  | 山田美穂子                   | 周詩人     | 小高義規   | 長森佳容          | 9月15日       | Vol.13      |
| 38 (140) | 地獄を見るぞ              | 植竹須美男 孫祥喜            | 金成范     | 金鎮九     | 徐正徳            | 9月22日       | Vol.13      |
| 39 (141) | BBAの最終兵器             | 高山治郎                     | 平尾みほ   | 三木俊明   | 小丸敏之          | 9月29日       | Vol.13      |
| 40 (142) | ギブアップか?             | あみやまさはる 孫祥喜        | 金亨一     | 金亨一     | 金亨一            | 10月6日       | Vol.14      |
| 41 (143) | なんのつもりだ            | 長谷川勝己 孫祥喜            | 金亨一     | 金亨一     | 方承辰            | 10月13日      | Vol.14      |
| 42 (144) | ミスターXだ!              | 長谷川勝己                   | 周詩人     | 関田修     | 丹羽恭利          | 10月20日      | Vol.14      |
| 43 (145) | アーユーレディ?           | 高山治郎 孫祥喜              | 金成范     | 金鎮九     | 徐正徳            | 11月3日       | Vol.15      |
| 44 (146) | 絶対に勝つ!!              | 植竹須美男                   | 小高義規   | 小高義規   | 長森佳容          | 11月10日      | Vol.15      |
| 45 (147) | OK!                       | あみやまさはる               | 周詩人     | 三木俊明   | 小丸敏之          | 11月17日      | Vol.15      |
| 46 (148) | トレビア〜ン!             | 山田美穂子 孫祥喜            | 金亨一     | 金亨一     | 方承辰            | 11月24日      | Vol.16      |
| 47 (149) | えっ!?                    | 高山治郎 孫祥喜              | 金鎭光     | 金鎭光     | 金鎭光            | 12月1日       | Vol.16      |
| 48 (150) | 愛だ…!                    | 植竹須美男 孫祥喜            | 金成范     | 金鎮九     | 徐正徳            | 12月8日       | Vol.16      |
| 49 (151) | アチョーーー!             | あみやまさはる               | 平尾みほ   | 関田修     | 丹羽恭利          | 12月15日      | Vol.17      |
| 50 (152) | この負け犬が!             | 長谷川勝己                   | 三木俊明   | 三木俊明   | 小丸敏之          | 12月22日      | Vol.17      |
| 51 (153) | ウザいんだよっ!           | 長谷川勝己 孫祥喜            | 金亨一     | 金亨一     | 方承辰            | 12月29日      | Vol.17      |
| 52 (154) | GO!シュート!!             | 長谷川勝己                   | 橋本みつお | 小高義規   | 長森佳容          | 12月29日      | Vol.17      |

## 放送局
当時のアニメ雑誌に掲載されていたネット局のみ記載する。特筆の無い場合は第2期、第3期を放送。
同時ネット
テレビ東京 / テレビ大阪 / テレビ愛知 / テレビせとうち / テレビ北海道 / TVQ九州放送
時差ネット
BSジャパン / AT-X / 青森放送 / テレビ岩手（第1期のみ） / 東日本放送 / 福島中央テレビ / テレビ新潟 / 長野放送 / テレビ山梨 / 静岡朝日テレビ / 三重テレビ / びわ湖放送 / 奈良テレビ（『2002』のみ） / テレビ和歌山 / 広島ホームテレビ / 南海放送（『2002』のみ） / 熊本朝日放送

## 映像ソフト化
VHSとDVDが発売されている。
- 第1期『爆転シュート ベイブレード』のDVDは2001年6月24日 - 2002年4月24日発売。
- 第2期『爆転シュート ベイブレード 2002』のDVDは2002年6月26日 - 2003年5月21日発売。「ブレーダープロジェクト」（全9巻）と「ビクトリーBB」（全8巻）に分かれている。なお、『2002』のみVHSとDVDのパッケージイラストが異なっている。
- 第3期『爆転シュート ベイブレード Gレボリューション』のDVDは2003年8月16日 - 2004年4月23日発売。

### TVアニメ公式
- 爆転シュート ベイブレード Gレボリューション (d-rights)
- 爆転シュート ベイブレード 2002 (d-rights)
- 爆転シュート ベイブレード (d-rights)
- テレビ東京ホームページ

### 劇場アニメ公式
- 爆転シュート ベイブレード THE MOVIE (VAP) - 閉鎖。2009年5月23日時点のアーカイブ。

| テレビ東京系列 月曜18:00 - 18:30枠                  | テレビ東京系列 月曜18:00 - 18:30枠                          | テレビ東京系列 月曜18:00 - 18:30枠                         |
| 前番組                                              | 番組名                                                      | 次番組                                                     |
| --------------------------------------------------- | ----------------------------------------------------------- | ---------------------------------------------------------- |
| 六門天外モンコレナイト （2000年1月10日 - 12月25日） | 爆転シュート ベイブレード （2001年1月8日 - 2003年12月29日） | B-伝説! バトルビーダマン （2004年1月5日 - 2005年12月26日） |